# Kampf der Realitystars – Schiffbruch am Traumstrand
Kampf der Realitystars ist eine deutsche Reality-Show, in der Prominente für mehrere Wochen gemeinsam in einem Sala an einem Strand in Thailand wohnen und in verschiedenen Spielen um 50.000 Euro kämpfen.
Staffel 1 wurde vom 22. Juli bis 9. September 2020 auf RTL Zwei ausgestrahlt. Die Dreharbeiten fanden ab Mitte Februar 2020 auf Ko Phuket statt. Staffel 2 wurde von März bis April 2021 produziert. Vom 14. Juli 2021 bis zum 15. September 2021 lief die zweite Staffel. Staffel 3 begann am 13. April 2022 und endete am 15. Juni 2022. Im Januar 2023 wurde Staffel 4 gedreht, welche vom 12. April 2023 bis 14. Juni 2023 ausgestrahlt wurde. Der Off-Sprecher ist Robert Steudtner. Für den Off-Text ist Autor Andreas Hutzler verantwortlich, die Bauchbinden schreiben Damir Brkan, Dominic Leue und Thorsten Reinholdt.
Parallel dazu wurde in der 4. Staffel nach jeder Folge ein Aftershow-Format namens Die Stunde nach der Stunde der Wahrheit ausgestrahlt. Darin wurde mit prominenten Gästen und ehemaligen Kandidaten das Geschehen der aktuellen Folge besprochen. Moderiert wurde jenes Format von Bella Lesnik und Aaron Troschke.
Im Januar 2025 wurde bekannt, dass Arabella Kiesbauer Cathy Hummels als Moderatorin ablösen wird.

## Konzept
An einer tropischen Strandbucht auf Phuket wohnen die Kandidaten vier Wochen in einer „Sala“, einer offenen Bambushütte. In diversen Spielen kämpfen sie um den Titel Realitystar und um eine Siegprämie von 50.000 Euro.
Im Verlauf jeder Folge stoßen weitere Kandidaten zum Kandidatenfeld hinzu. Die Nachrücker haben bei der „Stunde der Wahrheit“ die Macht, einen der vor ihnen eingezogenen Kandidaten aus der Sendung zu wählen und sind selbst bei ihrer ersten „Stunde der Wahrheit“ vor einer Rauswahl geschützt.
Die Kandidaten können sich Luxusgüter erspielen, vorhandene aber auch verlieren. Zudem müssen sie sich regelmäßig in verschiedenen Kategorien einschätzen. Die Ranking-Ergebnisse wurden im Vorfeld der Sendung in einem Panel von RTL Zwei-Zuschauern ermittelt.

### Übersicht
| Staffel | Moderation         | Premiere      | Finale        | Episoden | Teilnehmer | Gewinner(in)    | Zweitplatzierte(r) | Drittplatzierte(r)    |
| ------- | ------------------ | ------------- | ------------- | -------- | ---------- | --------------- | ------------------ | --------------------- |
| 1       | Cathy Hummels      | 22. Juli 2020 | 9. Sep. 2020  | 8        | 22         | Kevin Pannewitz | Sam Dylan          | Kate Merlan           |
| 2       | Cathy Hummels      | 14. Juli 2021 | 15. Sep. 2021 | 10       | 25         | Loona           | Andrej Mangold     | Claudia Obert         |
| 3       | Cathy Hummels      | 13. Apr. 2022 | 15. Juni 2022 | 10       | 22         | Elena Miras     | Yasin Mohamed      | Schäfer Heinrich      |
| 4       | Cathy Hummels      | 12. Apr. 2023 | 14. Juni 2023 | 10       | 23         | Serkan Yavuz    | Sascha Sirtl       | Eva Benetatou         |
| 5       | Cathy Hummels      | 10. Apr. 2024 | 12. Juni 2024 | 10       | 23         | Calvin Kleinen  | Cecilia Asoro      | Lilo von Kiesenwetter |
| 6       | Arabella Kiesbauer | 7. Mai 2025   | 9. Juli 2025  | 10       | 22         | Tara Tabitha    | Jona Steinig       | Laura Lettgen         |

## Staffel 1
Die erste Staffel wurde vom 22. Juli bis 9. September 2020 jeweils mittwochs ausgestrahlt und bestand aus acht Folgen.

### Teilnehmer
| Platz | Name                                 | bekannt als | Einzug   | Auszug   | eliminiert durch                                    |
| Platz | Name                                 | bekannt als | in Folge | in Folge | eliminiert durch                                    |
| ----- | ------------------------------------ | --- | -------- | -------- | --------------------------------------------------- |
| 1     | Kevin Pannewitz                      | Fußballspieler | 6        | 8        | Spielergebnis                                       |
| 2     | Sam Dylan                            | Teilnehmer bei Prince Charming (2019) | 1        | 8        | Spielergebnis                                       |
| 3     | Kate Merlan                          | Model, Teilnehmerin bei Newtopia (2015), Get the F*ck out of my House (2018) und Das Sommerhaus der Stars (2019), Ex-Freundin von Nino de Angelo und Benjamin Boyce | 1        | 8        | Spielergebnis                                       |
| 4     | Melissa Damilia                      | Teilnehmerin bei Love Island (2019) | 2        | 8        | Spielergebnis                                       |
| 5     | Willi Herren                         | Schlagersänger, Teilnehmer bei Ich bin ein Star – Holt mich hier raus! (2004), Promi Big Brother (2017) und Das Sommerhaus der Stars (2019)                         | 3        | 8        | 2 von 6 Stimmen                                     |
| 6     | Georgina Fleur                       | Teilnehmerin bei Der Bachelor (2012), Ich bin ein Star – Holt mich hier raus! (2013) und Promi Big Brother (2013)                                                   | 1        | 8        | 3 von 6 Stimmen                                     |
| 7     | Momo Chahine                         | Sänger, Teilnehmer bei Deutschland sucht den Superstar (2019) | 1        | 7        | 3 von 8 Stimmen                                     |
| 8     | Stephan Jerkel                       | Teilnehmer bei Goodbye Deutschland! Die Auswanderer (seit 2014) | 5        | 7        | 3 von 8 Stimmen                                     |
| 9     | Johannes Haller                      | Teilnehmer bei Die Bachelorette (2017), Bachelor in Paradise (2018), Promi Big Brother (2018) und Das Sommerhaus der Stars (2019)                                   | 2        | 7        | 4 von 10 Stimmen                                    |
| 10    | Krümel                               | Partysängerin, Teilnehmerin bei Big Brother (2005), Deutschland sucht den Superstar (2016) und Goodbye Deutschland! Die Auswanderer (seit 2011)                     | 6        | 7        | 4 von 10 Stimmen                                    |
| 11    | Marcellino Kremers                   | Gewinner von Love Island (2018) | 4        | 6        | Kevin & Krümel                                      |
| 12    | Zoe Saip                             | Teilnehmerin bei Germany’s Next Topmodel (2018) | 5        | 6        | Kevin & Krümel (Stimmengleichstand) 5 von 9 Stimmen |
| 13    | Dijana Cvijetic                      | Teilnehmerin bei Love Island (2019) | 3        | 5        | Stephan & Zoe                                       |
| 14    | Aurelie Tshamala                     | Darstellerin bei Köln 50667 (2017–2019), Teilnehmerin bei Curvy Supermodel (2016)                                                                                   | 4        | 5        | 4 von 9 Stimmen                                     |
| 15    | Andrea Fürstin von Sayn-Wittgenstein | Teilnehmerin bei Goodbye Deutschland! Die Auswanderer, Ex-Ehefrau von Karl-Heinz Richard Fürst von Sayn-Wittgenstein                                                | 1        | 4        | Aurelie & Marcellino                                |
| 16    | Sandy Fähse                          | Darsteller bei Berlin – Tag & Nacht (2014–2019) | 1        | 4        | 5 von 9 Stimmen                                     |
| 17    | Yana Morderger                       | Tennisspielerin, Teilnehmerin bei Shopping Queen (2019) | 1        | 3        | Dijana & Willi                                      |
| 18    | Tayisiya Morderger                   | Tennisspielerin, Teilnehmerin bei Bauer sucht Frau (2018) | 1        | 3        | 5 von 9 Stimmen                                     |
| 19    | Jürgen Milski                        | Sänger, Teilnehmer bei Big Brother (2000) und Ich bin ein Star – Holt mich hier raus (2016)                                                                         | 1        | 2        | Johannes                                            |
| 20    | Annemarie Eilfeld                    | Schlagersängerin, Teilnehmerin bei Deutschland sucht den Superstar (2009)                                                                                           | 1        | 2        | Melissa                                             |
| 21    | Oliver Sanne                         | Model, Mister Germany 2014, Der Bachelor (2015) | 1        | 1        | Georgina & Sam                                      |
| 22    | Hubert Fella                         | Teilnehmer bei Hot oder Schrott – Die Allestester (seit 2016), Ab ins Beet! (2012) und Das Sommerhaus der Stars (2017), Ehemann von Matthias Mangiapane             | 1        | 1        | Tayisiya & Yana                                     |

### Verlauf
Folge 1
Zu Beginn kamen nacheinander Sandy Fähse, Annemarie Eilfeld, Kate Merlan, Hubert Fella, Momo Chahine, Andrea Fürstin von Sayn-Wittgenstein, Oliver Sanne und Jürgen Milski an. Nach dem ersten Spiel „Realitycheck“ durften die Kandidaten drei ihrer acht Betten behalten. Als Nachrücker stießen zunächst die Zwillinge Tayisiya und Yana Morderger zur Gruppe hinzu. Später folgten Georgina Fleur und Sam Dylan. Das zweite Spiel „Aftershowparty“ gewann Jürgen Milski und erhielt somit Nominierungsschutz für die „Stunde der Wahrheit“.
In der ersten Stunde der Wahrheit entschieden sich Tayisiya und Yana Morderger für Hubert Fella und Georgina Fleur und Sam Dylan wählten Oliver Sanne aus der Sendung.
Folge 2
Zu Beginn stießen Johannes Haller und Melissa Damilia als Nachrücker zur Gruppe dazu. Im ersten Spiel „Privatinsolvenz“ verloren vier Kandidaten den Zugang zu ihren Kleiderschränken. Im zweiten Spiel „Cocktailparty“ konnten sich die Zwillinge Tayisiya und Yana Morderger Nominierungsschutz erspielen. Zuvor hatten die restlichen Kandidaten die Teilnahme am Spiel verweigert.
In der zweiten Stunde der Wahrheit entschied sich Melissa Damilia für Annemarie Eilfeld, Johannes Haller gab seine Stimme an Jürgen Milski.
Folge 3
Am Anfang der Folge kamen erst Dijana Cvijetic und danach Willi Herren als Nachfolger hinzu. Beim Spiel „Gerüchteküche“ gewannen die Kandidaten den Zugang zu allen Kleiderschränken bis auf einen zurück. Beim zweiten Spiel „Das unnötig komplizierte Quiz“ konnten Georgina Fleur und Andrea Fürstin von Sayn-Wittgenstein die Führung erlangen.
In der dritten Stunde der Wahrheit entschied sich die Mehrheit der Bewohner gegen Tayisiya Morderger, danach Dijana Cvijetic und Willi Herren gegen ihre Schwester Yana.
Folge 4
Nach dem Ausscheiden von Tayisiya und Yana Morderger kamen Marcellino Kremers und Aurelie Tshamala als Nachrücker in der thailändischen Bucht an. Nach dem Spiel „Reality Race“ wurden die sechs langsamsten Kandidaten als Paare für den restlichen Tag aneinander gekettet. Beim Safety-Spiel „Schmutzwäsche“ erhielt das Gewinner-Duo Dijana Cvijetic und Kate Merlan Nominierungsschutz.
In der vierten Stunde der Wahrheit entschied sich die Gruppe gegen den Verbleib von Sandy Fähse. Die Nachrücker entschieden sich gegen Andrea Fürstin von Sayn-Wittgenstein.
Folge 5
Für die in der vorherigen Folge ausgeschiedenen Kandidaten rückten Zoe Saip und Stephan Jerkel nach. Im Spiel „Limousinenservice“ mussten die Stars gemeinsam acht Kilo an Körpergewicht zunehmen. Da sie mit 7,5 Kilo das Spiel knapp verloren, erspielten sie sich entsprechende Duschminuten, bevor ihnen das Wasser abgedreht wurde. Im Safety-Spiel „Interview-Marathon“ beantwortete das Gewinnerteam Georgina Fleur und Melissa Damilia die meisten Interviewfragen richtig. Beide konnten dadurch einen weiteren Kandidaten vor der Abwahl bei der „Stunde der Wahrheit“ zu schützen. Gemeinsam entschieden sie sich für Sam Dylan.
In der fünften Stunde der Wahrheit entschied sich die Gruppe gegen den Verbleib von Aurelie Tshamala. Die Nachrücker, die sich zuvor auch auf Aurelie geeinigt hatten, entschieden sich nun für Dijana Cvijetic.
Folge 6
Für die zwei zuvor ausgeschiedenen Kandidaten kamen der Fußballprofi Kevin Pannewitz und die Partysängerin Krümel als letzte Nachrücker in Thailand an. Das Spiel „Shitstorm“ wurde verloren und somit eine geplante Überraschung verspielt. Beim Safety-Spiel „Auf die Titelseite“ konnten sich Georgina Fleur und Willi Herren Nominierungsschutz erspielen.
In der sechsten Stunde der Wahrheit gab es einen Gleichstand zwischen Stephan und Zoe. Beide erhielten von ihren Mitstreitern fünf Stimmen, sodass Krümel und Kevin zwischen beiden entscheiden mussten. Sie entschieden sich gegen den Verbleib von Zoe und letztlich von Marcellino.
Folge 7
Bei der Einschätzung „Wer ist der Authentischste?“ konnten die Kandidaten bei einer richtigen Einschätzung eine Grußbotschaft von Freunden oder von der Familie erspielen. Beim Spiel „Endlich wieder flüssig“ konnten die Kandidaten sich erneut eine Überraschung erspielen. Neben einer Barbeque-Party erhielten sie durch den Spiel-Gewinn die Möglichkeit einen Kandidaten bei der Stunde der Wahrheit zu schützen. Die Gruppe entschied sich für Willi Herren als ersten Finalisten. Im Safety-Spiel „Reality Gossip!“ konnte sich Kate Merlan ein Finalticket erspielen.
In der siebten Stunde der Wahrheit mussten vier Kandidaten die Sala verlassen. Die Abwahl erfolgte in zwei Wahlgängen. Im ersten Wahlgang erhielten Krümel und Johannes Haller mit jeweils 4 von 10 Stimmen die meisten Nominierungen und schieden somit aus der Sendung aus. Der zweiten Wahlgang hatte zur Folge, dass Stephan Jerkel und Momo Chahine mit jeweils 3 von 8 Stimmen den Einzug ins Finale verpassten.
Folge 8 (Finale)
Das erste Safety-Spiel „Reality Tic Tac Toe“ gewann Sam Dylan. Hierbei mussten die davor eingeteilten Teampartner überraschenderweise gegeneinander antreten. Im zweiten Safety-Spiel „Schleimspur“ konnte sich auch Kevin Pannewitz für die Abwahl bei der vorletzten Stunde der Wahrheit sichern. Bei der Stunde der Wahrheit mussten Georgina Fleur und Willi Herren die Sendung verlassen. Im letzten Finalspiel mussten die vier Finalisten VIP-Bändchen mit dem Mund aus Torten herausholen und mit Champagnerkorken auf Gummienten schießen. In der letzten Stunde der Wahrheit verkündete Cathy Hummels das Spielergebnis. Melissa Damilia schnitt am schlechtesten ab und landete auf dem vierten Platz. Platz 3 konnte sich Kate Merlan erspielen. Am Ende konnte sich Kevin Pannewitz gegen Sam Dylan durchsetzen und gewann den Titel „Realitystar 2020“ und die Siegprämie von 50.000 Euro.

### Nominierung
| | Folge 1           | Folge 2               | Folge 3               | Folge 4               | Folge 5               | Folge 6               | Folge 7 Runde 1       | Folge 7 Runde 2       | Folge 8               | Finale                |
| --- | ----------------- | --------------------- | --------------------- | --------------------- | --------------------- | --------------------- | --------------------- | --------------------- | --------------------- | --------------------- |
| Kevin | nicht in der Sala | nicht in der Sala     | nicht in der Sala     | nicht in der Sala     | nicht in der Sala     | Marcellino (Zoe)      | Johannes              | Melissa               | Georgina              | Realitystar 2020      |
| Sam | Oliver            | keine Nominierung     | Kate                  | Sandy                 | Marcellino            | Zoe                   | Momo                  | Kevin                 | Willi                 | 2. Platz              |
| Kate | keine Nominierung | keine Nominierung     | Tayisiya              | Sam                   | Aurelie               | Zoe                   | Krümel                | Stephan               | Melissa               | 3. Platz              |
| Melissa | nicht in der Sala | Annemarie             | Kate                  | Sandy                 | Kate                  | Stephan               | Krümel                | Stephan               | Georgina              | 4. Platz              |
| Willi | nicht in der Sala | nicht in der Sala     | Yana                  | Georgina              | Johannes              | Zoe                   | Johannes              | Momo                  | Georgina              | rausgewählt (Folge 8) |
| Georgina | Oliver            | keine Nominierung     | Tayisiya              | Sandy                 | Marcellino            | Zoe                   | Johannes              | Momo                  | Willi                 | rausgewählt (Folge 8) |
| Momo | keine Nominierung | keine Nominierung     | Georgina              | Georgina              | Aurelie               | Stephan               | Krümel                | Stephan               | rausgewählt (Folge 7) | rausgewählt (Folge 7) |
| Stephan | nicht in der Sala | nicht in der Sala     | nicht in der Sala     | nicht in der Sala     | Dijana                | Zoe                   | Momo                  | Momo                  | rausgewählt (Folge 7) | rausgewählt (Folge 7) |
| Johannes | nicht in der Sala | Jürgen                | Tayisiya              | Georgina              | Aurelie               | Stephan               | Krümel                | rausgewählt (Folge 7) | rausgewählt (Folge 7) | rausgewählt (Folge 7) |
| Krümel | nicht in der Sala | nicht in der Sala     | nicht in der Sala     | nicht in der Sala     | nicht in der Sala     | Marcellino (Zoe)      | Johannes              | rausgewählt (Folge 7) | rausgewählt (Folge 7) | rausgewählt (Folge 7) |
| Marcellino | nicht in der Sala | nicht in der Sala     | nicht in der Sala     | Andrea                | Aurelie               | Stephan               | rausgewählt (Folge 6) | rausgewählt (Folge 6) | rausgewählt (Folge 6) | rausgewählt (Folge 6) |
| Zoe | nicht in der Sala | nicht in der Sala     | nicht in der Sala     | nicht in der Sala     | Dijana                | Stephan               | rausgewählt (Folge 6) | rausgewählt (Folge 6) | rausgewählt (Folge 6) | rausgewählt (Folge 6) |
| Dijana | nicht in der Sala | nicht in der Sala     | Yana                  | Sandy                 | Kate                  | rausgewählt (Folge 5) | rausgewählt (Folge 5) | rausgewählt (Folge 5) | rausgewählt (Folge 5) | rausgewählt (Folge 5) |
| Aurelie | nicht in der Sala | nicht in der Sala     | nicht in der Sala     | Andrea                | Marcellino            | rausgewählt (Folge 5) | rausgewählt (Folge 5) | rausgewählt (Folge 5) | rausgewählt (Folge 5) | rausgewählt (Folge 5) |
| Andrea | keine Nominierung | keine Nominierung     | Tayisiya              | Sandy                 | rausgewählt (Folge 4) | rausgewählt (Folge 4) | rausgewählt (Folge 4) | rausgewählt (Folge 4) | rausgewählt (Folge 4) | rausgewählt (Folge 4) |
| Sandy | keine Nominierung | keine Nominierung     | Tayisiya              | Georgina              | rausgewählt (Folge 4) | rausgewählt (Folge 4) | rausgewählt (Folge 4) | rausgewählt (Folge 4) | rausgewählt (Folge 4) | rausgewählt (Folge 4) |
| Yana | Hubert            | geschützt             | Georgina              | rausgewählt (Folge 3) | rausgewählt (Folge 3) | rausgewählt (Folge 3) | rausgewählt (Folge 3) | rausgewählt (Folge 3) | rausgewählt (Folge 3) | rausgewählt (Folge 3) |
| Tayisiya | Hubert            | geschützt             | Georgina              | rausgewählt (Folge 3) | rausgewählt (Folge 3) | rausgewählt (Folge 3) | rausgewählt (Folge 3) | rausgewählt (Folge 3) | rausgewählt (Folge 3) | rausgewählt (Folge 3) |
| Jürgen | geschützt         | keine Nominierung     | rausgewählt (Folge 2) | rausgewählt (Folge 2) | rausgewählt (Folge 2) | rausgewählt (Folge 2) | rausgewählt (Folge 2) | rausgewählt (Folge 2) | rausgewählt (Folge 2) | rausgewählt (Folge 2) |
| Annemarie | keine Nominierung | keine Nominierung     | rausgewählt (Folge 2) | rausgewählt (Folge 2) | rausgewählt (Folge 2) | rausgewählt (Folge 2) | rausgewählt (Folge 2) | rausgewählt (Folge 2) | rausgewählt (Folge 2) | rausgewählt (Folge 2) |
| Oliver | keine Nominierung | rausgewählt (Folge 1) | rausgewählt (Folge 1) | rausgewählt (Folge 1) | rausgewählt (Folge 1) | rausgewählt (Folge 1) | rausgewählt (Folge 1) | rausgewählt (Folge 1) | rausgewählt (Folge 1) | rausgewählt (Folge 1) |
| Hubert | keine Nominierung | rausgewählt (Folge 1) | rausgewählt (Folge 1) | rausgewählt (Folge 1) | rausgewählt (Folge 1) | rausgewählt (Folge 1) | rausgewählt (Folge 1) | rausgewählt (Folge 1) | rausgewählt (Folge 1) | rausgewählt (Folge 1) |
| Farblegende: durch gewonnenes Safety-Spiel bei der Nominierung geschützt Nominierungsstimmen der Nachrücker durch Gruppe bzw. Gewinner weiter Anmerkungen: - Sam wurde in Folge 5 durch die Spielsieger (Georgina & Melissa) geschützt - Willi wurde in Folge 7 durch die Gruppe direkt ins Finale gewählt - Kate gewann in Folge 7 das Safety-Spiel und war somit bei der Nominierung geschützt |                   |                       |                       |                       |                       |                       |                       |                       |                       |                       |

## Staffel 2
Die 25 Kandidaten der zweiten Staffel wurden im April 2021 bekannt gegeben. Die Staffel wurde, wie im Vorjahr, jeweils mittwochs ausgestrahlt und bestand aus 10 Folgen.

### Teilnehmer
| Platz | Name                         | bekannt als | Einzug   | Auszug   | eliminiert durch                          |
| Platz | Name                         | bekannt als | in Folge | in Folge | eliminiert durch                          |
| ----- | ---------------------------- | --- | -------- | -------- | ----------------------------------------- |
| 1     | Loona                        | Sängerin | 1        | 10       | 5 Gewinnerstimmen                         |
| 2     | Andrej Mangold               | Basketballspieler, Der Bachelor (2019), Teilnehmer bei Das Sommerhaus der Stars (2020)                                                                                                  | 2        | 10       | 2 Gewinnerstimmen                         |
| 3     | Claudia Obert                | Modeunternehmerin, Teilnehmerin bei Promi Big Brother (2017) und Promis unter Palmen (2020)                                                                                             | 14       | 310      | 4 von 9 Stimmen0 Gewinnerstimmen          |
| 4     | Cosimo Citiolo               | Teilnehmer bei Deutschland sucht den Superstar (2005, 2007, 2011) und Big Brother (2011)                                                                                                | 5        | 10       | Sein Umschlag wurde als siebtes gefunden  |
| 5     | Gino Bormann                 | Teilnehmer bei Prince Charming (2020), Dragqueen | 4        | 10       | Sein Umschlag wurde als sechstes gefunden |
| 6     | Silvia Wollny                | Darstellerin bei Die Wollnys – Eine schrecklich große Familie (seit 2011), Gewinnerin von Promi Big Brother (2018)                                                                      | 6        | 10       | Ihr Umschlag wurde als fünftes gefunden   |
| 7     | Xenia Prinzessin von Sachsen | Teilnehmerin bei Die Burg (2005), Das Sommerhaus der Stars (2016), CoupleChallenge (2020) und Ich bin ein Star – Die große Dschungelshow (2021)                                         | 8        | 10       | Ihr Umschlag wurde als viertes gefunden   |
| 8     | Jenefer Riili                | Darstellerin bei Berlin – Tag & Nacht (2015–2019) | 1        | 10       | Ihr Umschlag wurde als drittes gefunden   |
| 9     | Kader Loth                   | Gewinnerin von Die Alm (2004), Teilnehmerin bei Big Brother (2004), Die Burg (2005), Wild Girls – Auf High Heels durch Afrika (2013) und Ich bin ein Star – Holt mich hier raus! (2017) | 3        | 10       | Ihr Umschlag wurde als zweites gefunden   |
| 10    | Alessia Herren               | Tochter von Willi Herren, Teilnehmerin bei Promi Big Brother (2020) | 6        | 10       | Ihr Umschlag wurde als erstes gefunden    |
| 11    | Rocco Stark                  | Schauspieler, Sohn von Uwe Ochsenknecht, Teilnehmer bei Ich bin ein Star – Holt mich hier raus! (2012) und Das Sommerhaus der Stars (2016)                                              | 8        | 9        | 9 von 12 Stimmen                          |
| 12    | Aminata Sanogo               | Teilnehmerin bei Germany’s Next Topmodel (2014) und Dance Dance Dance (2017) | 7        | 8        | Xenia & Rocco                             |
| 13    | Mike Heiter                  | Teilnehmer bei Love Island (2017), Das Sommerhaus der Stars (2019) und Ich bin ein Star – Die große Dschungelshow (2021)                                                                | 4        | 7        | 4 von 11 Stimmen                          |
| 14    | Luigi „Gigi“ Birofio         | Teilnehmer bei Ex on the Beach (2020) | 7        | 7        | 6 von 12 Stimmen                          |
| 15    | Chris Broy                   | Teilnehmer bei Das Sommerhaus der Stars (2020), Ex-Verlobter von Eva Benetatou | 3        | 7        | Aminata & Luigi                           |
| 16    | Laura Morante                | Teilnehmerin bei We Love Lloret (2012) und Are You The One? (2020) | 4        | 6        | Alessia-Millane & Silvia                  |
| 17    | Julia Jasmin Rühle           | Darstellerin bei Berlin – Tag & Nacht (2012–2014, 2020), Teilnehmerin bei Promi Big Brother (2015)                                                                                      | 5        | 6        | 3 von 11 Stimmen                          |
| 18    | Narumol David                | Teilnehmerin bei Bauer sucht Frau (2009) | 1        | 5        | Cosimo & Julia Jasmin                     |
| 19    | Leon Machère                 | Webvideoproduzent auf YouTube, Rapper | 1        | 5        | Gruppenabstimmung                         |
| 20    | Walther Hoffmann             | Teilnehmer bei Traumfrau gesucht | 1        | 4        | Gino, Laura & Mike                        |
| 21    | Evil Jared Hasselhoff        | Musiker, Mitglied der Bloodhound Gang | 2        | 4        | 4 von 10 Stimmen                          |
| 22    | Frédéric von Anhalt          | Adoptivprinz, Teilnehmer bei Die Burg (2005), Witwer von Zsa Zsa Gabor | 1        | 3        | Kader & Chris                             |
| 23    | Gina-Lisa Lohfink            | Teilnehmerin bei Germany’s Next Topmodel (2008), Die Alm (2011), Ich bin ein Star – Holt mich hier raus! (2017) und Adam sucht Eva (2018)                                               | 1        | 3        | freiwillig                                |
| 24    | Tim Kühnel                   | Gewinner von Love Island (2020) | 1        | 2        | Andrej & Evil Jared                       |
| 25    | Paul Elvers                  | Sohn von Jenny Elvers und Alex Jolig | 1        | 1        | Frédéric & Gina-Lisa                      |

### Verlauf
Folge 1
Zu Beginn kamen nacheinander Claudia Obert, Tim Kühnel, Jenefer Riili, Walther Hoffmann, Narumol David, Leon Machère, Paul Elvers und Loona in der Sala an. Als Nachrücker folgten Gina-Lisa Lohfink und Frédéric von Anhalt. Im ersten Spiel „Arbeitsamt“ mussten die Kandidaten erraten, wie die Fragen zuvor von den RTL-II-Zuschauern beantwortet wurden. Anschließend konnten sie vier von zehn Koffern erspielen. Wegen eines Regelverstoßes von Leon Machère wurden anschließend alle Koffer entfernt.
Das Safety-Spiel „Flaschentausch“ wurde von Claudia Obert, Jenefer Riili und Leon Machère gewonnen. Die drei Gewinner mussten entscheiden wer von ihnen nicht bei der „Stunde der Wahrheit“ rausgewählt werden kann. Die Wahl fiel auf Jenefer Riili. Bei der „Stunde der Wahrheit“ entschieden Gina-Lisa Lohfink und Frédéric von Anhalt, dass Paul Elvers die Sendung verlassen muss.
Folge 2
Zu Beginn kamen Evil Jared und Andrej Mangold als neue Kandidaten an. Bevor ihre Identität enthüllt wurde, mussten die bereits anwesenden Realitystars bei dem Spiel „The Masked Realitystar“ wie beim Spiel „Wer ist es?“ anhand von Fragen herausfinden, welcher der neuen Kandidaten unter den Kostümen steckte. Für jeden richtig erratenen Kandidaten gab es 5 Minuten fließendes Wasser (das den ganzen Tag über sonst abgestellt war). Beide Kandidaten wurden nach den Fragen erraten und es gab somit 10 Minuten Wasser um zu duschen.
Das Safety-Spiel „Hot und Schrott“ wurde von Claudia Obert, Leon Machère und Loona gewonnen. Die drei Gewinner mussten noch einmal gegeneinander spielen, um dadurch einen Spieler zu safen. Claudia Obert und Loona einigten sich dabei darauf, dass Leon Machère dieser Spieler sein sollte und ließen ihn das Spiel gewinnen. Bei der „Stunde der Wahrheit“ entschieden Andrej Mangold und Evil Jared, dass Tim Kühnel die Sendung verlassen muss.
Folge 3
Am Anfang der dritten Folge stieß Kader Loth als Nachrückerin zur Sala hinzu. Loth erhielt als „Trash Queen“ eine eigene Toilettenkabine (sog. „Kader Klo“). (2006 hatte Frédéric Prinz von Anhalt in der Reality-Show Die Burg für einen Skandal gesorgt, als er mit Karim Maataoui in die Badewanne von Kader Loth urinierte. Mit Loths Ankunft trafen beide erstmals erneut aufeinander.) Den „Reality Check“ gewann Loona in der Kategorie „Intelligenz“ als klügste Bewohnerin.
Lohfink verließ nach einem Korb, den sie bei einem Flirtversuch mit Andrej Mangold erhielt, freiwillig die Sala. Chris Broy kam als zweiter Nachrücker zur Sala hinzu. (Im Vorjahr sorgten Meinungsverschiedenheiten zwischen Broy und Mangold für Streitigkeiten in dem Reality-Format Das Sommerhaus der Stars.)
Mangold erhielt Nominierungsschutz im Safety-Spiel „Bruchrechnen“ bei der „Stunde der Wahrheit“. Zum ersten Mal konnte die Gruppe entscheiden, wer die Sala verlassen muss. Mit 4 von 9 Stimmen wurde Claudia Obert rausgewählt. Die Nachrücker Kader Loth und Chris Broy entschieden sich für den Rauswurf von Prinz Frédéric von Anhalt.
Folge 4
Die Neuankömmlinge zu Beginn der 4. Folge waren Mike Heiter und seine Freundin Laura Morante. Beim „Reality Check“ dieser Folge ging es darum, die Kandidaten nach Eitelkeit zu sortieren. Narumol wurde von den Zuschauern in dieser Kategorie auf den letzten Platz gewählt, woraufhin sie eine Kiste bekam und sie öffnete, um den Inhalt zu erfahren. Der Zettel in dieser Kiste besagte, dass Claudia in die Sendung zurückkehren würde, was sie auch vor dem Spiel „Das Spuckhaus der Stars“ tat. Bei dem Spiel ging es darum, dass die jeweils zwei Kandidaten bei einem Quiz gegeneinander antraten und der Verlierer des Duells sein Bett verlor.
Nach dem Spiel stieß Gino als dritter Nachrücker der Folge hinzu. Loona und Claudia konnten sich im Safety-Spiel „Tuk Tuk Karaoke“ vor einer Nominierung bei der „Stunde der Wahrheit“ schützen. Mit 4 von 10 Stimmen wurde Evil Jared von der Gruppe rausgewählt. Die Neuankömmlinge wählten anschließend noch Walther, der daraufhin die Sendung verlassen musste.
Folge 5
Der erste Neuzugang der 5. Folge war Cosimo Citiolo. Der „Reality Check“ dieser Folge erforderte eine Reihung der Kandidaten nach Sexappeal. Den ersten Platz hierbei belegte der zweite Neuankömmling, Julia Jasmin Rühle. Nach den Neuzugängen mussten alle Kandidaten den langweiligsten Mitstreiter nominieren. Mike und Leon bekamen hierauf die meisten Stimmen. Die Gruppe musste darüber abstimmen, wen von beiden Kandidaten sie nach Hause schicken wollten; sie entschieden sich für Leon, der daraufhin die Sendung verlassen musste. Daraufhin fand das Spiel „Privatinsolvenz“ statt, bei dem jeweils vier Kandidaten in die richtige Reihenfolge gebracht werden mussten. Für jede falsche Anordnung wurde den Kandidaten ein Luxusgegenstand weggenommen, was am Ende zu entfernten Spiegeln oder Ventilatoren führte.
Das Safetyspiel dieser Woche hieß „Schmutzwäsche waschen“. Jeweils zwei Kandidaten traten als Team an und Andrej und Chris konnten sich als Sieger Nominierungsschutz erkämpfen. In der darauffolgenden „Stunde der Wahrheit“ hatten lediglich die Neuankömmlinge Cosimo und Julia Jasmin die Möglichkeit, jemanden aus der Sala zu wählen. Zur Auswahl standen nach einer Befragung aller Bewohner Narumol, Mike und Laura; die zwei entschieden sich schlussendlich für Narumol, die die Show verlassen musste.
Folge 6
Alessia-Millane Herren war der erste Neuzugang der 6. Folge und begab sich beim „Reality-Check“ gemeinsam mit den anderen auf die Suche nach dem bekanntesten Bewohner der Sala. Die Siegerin dieses Rankings war Silvia Wollny, die nach der Auflösung in die Sala einzog. Im Spiel „Die Realitygewerkschaft“ mussten die Kandidaten darum spielen, möglichst viele Reality-TV-Shows zu verschiedenen Fragen richtig zuzuordnen. Die richtigen Antworten bei diesem Spiel reduzierten die Bestrafung, die nach einer Abstimmung Loona traf. Sie wurde einen Großteil der Sendung über zensiert und wurde nur mittels Stimmverzerrer gehört.
Im Safety-Spiel konnte sich Andrej den Sieg holen und war dadurch wieder vor einer Nominierung geschützt. Von der Gruppe wurde daraufhin Julia Jasmin mit 3 von 11 Stimmen nach Hause geschickt. Alessia und Silvia entschieden sich dafür, Laura nach Hause zu schicken.

### Nominierung
| | Folge 1               | Folge 2               | Folge 3                         | Folge 4                         | Folge 5                         | Folge 6                         | Folge 7                         | Folge 8                         | Folge 9                         | Folge 10                        |
| --- | --------------------- | --------------------- | ------------------------------- | ------------------------------- | ------------------------------- | ------------------------------- | ------------------------------- | ------------------------------- | ------------------------------- | ------------------------------- |
| Loona | keine Nominierung     | keine Nominierung     | Claudia                         | Evil Jared                      | keine Nominierung               | Laura                           | Luigi Mike                      | Alessia                         | Rocco Rocco                     | Realitystar 2021                |
| Andrej | nicht in der Sala     | Tim                   | Walther                         | Walther                         | keine Nominierung               | JJ                              | Luigi Kader                     | Kader                           | Rocco                           | 2. Platz                        |
| Claudia | keine Nominierung     | keine Nominierung     | Evil Jared                      | Evil Jared                      | keine Nominierung               | JJ                              | Luigi Loona                     | Gino                            | Kader                           | 3. Platz                        |
| Cosimo | nicht in der Sala     | nicht in der Sala     | nicht in der Sala               | nicht in der Sala               | Narumol                         | JJ                              | Luigi Jenefer                   | Silvia                          | Silvia                          | Andrej                          |
| Gino | nicht in der Sala     | nicht in der Sala     | nicht in der Sala               | Walther                         | keine Nominierung               | Mike                            | Jenefer Mike                    | Alessia                         | Rocco                           | Loona                           |
| Silvia | nicht in der Sala     | nicht in der Sala     | nicht in der Sala               | nicht in der Sala               | nicht in der Sala               | Laura                           | Loona                           | Gino                            | Rocco                           | Loona                           |
| Xenia | nicht in der Sala     | nicht in der Sala     | nicht in der Sala               | nicht in der Sala               | nicht in der Sala               | nicht in der Sala               | nicht in der Sala               | Aminata                         | Rocco                           | Loona                           |
| Jenefer | geschützt             | keine Nominierung     | Evil Jared                      | Walther                         | keine Nominierung               | Mike                            | Luigi Mike                      | Gino                            | Rocco                           | Loona                           |
| Kader | nicht in der Sala     | nicht in der Sala     | Frédéric                        | Leon                            | keine Nominierung               | Claudia                         | Luigi Mike                      | Alessia                         | Rocco                           | Loona                           |
| Alessia | nicht in der Sala     | nicht in der Sala     | nicht in der Sala               | nicht in der Sala               | nicht in der Sala               | Laura                           | Loona                           | Gino                            | Rocco                           | Andrej                          |
| Rocco | nicht in der Sala     | nicht in der Sala     | nicht in der Sala               | nicht in der Sala               | nicht in der Sala               | nicht in der Sala               | nicht in der Sala               | Aminata                         | Andrej                          | rausgewählt (Folge 9)           |
| Aminata | nicht in der Sala     | nicht in der Sala     | nicht in der Sala               | nicht in der Sala               | nicht in der Sala               | nicht in der Sala               | Claudia Cosimo                  | Cosimo                          | rausgewählt (Folge 8)           | rausgewählt (Folge 8)           |
| Mike | nicht in der Sala     | nicht in der Sala     | nicht in der Sala               | Walther                         | keine Nominierung               | Chris                           | Claudia Gino                    | rausgewählt (Folge 7)           | rausgewählt (Folge 7)           | rausgewählt (Folge 7)           |
| Luigi | nicht in der Sala     | nicht in der Sala     | nicht in der Sala               | nicht in der Sala               | nicht in der Sala               | nicht in der Sala               | Cosimo                          | rausgewählt (Folge 7)           | rausgewählt (Folge 7)           | rausgewählt (Folge 7)           |
| Chris | nicht in der Sala     | nicht in der Sala     | Frédéric                        | Walther                         | geschützt                       | Laura                           | rausgewählt (Folge 6)           | rausgewählt (Folge 6)           | rausgewählt (Folge 6)           | rausgewählt (Folge 6)           |
| Laura | nicht in der Sala     | nicht in der Sala     | nicht in der Sala               | Walther                         | keine Nominierung               | Chris                           | rausgewählt (Folge 6)           | rausgewählt (Folge 6)           | rausgewählt (Folge 6)           | rausgewählt (Folge 6)           |
| JJ | nicht in der Sala     | nicht in der Sala     | nicht in der Sala               | nicht in der Sala               | Narumol                         | Cosimo                          | rausgewählt (Folge 6)           | rausgewählt (Folge 6)           | rausgewählt (Folge 6)           | rausgewählt (Folge 6)           |
| Narumol | keine Nominierung     | keine Nominierung     | Claudia                         | Evil Jared                      | keine Nominierung               | rausgewählt (Folge 5)           | rausgewählt (Folge 5)           | rausgewählt (Folge 5)           | rausgewählt (Folge 5)           | rausgewählt (Folge 5)           |
| Leon | keine Nominierung     | geschützt             | Evil Jared                      | Evil Jared                      | rausgewählt (Folge 5)           | rausgewählt (Folge 5)           | rausgewählt (Folge 5)           | rausgewählt (Folge 5)           | rausgewählt (Folge 5)           | rausgewählt (Folge 5)           |
| Walther | keine Nominierung     | keine Nominierung     | Claudia                         | Narumol                         | rausgewählt (Folge 4)           | rausgewählt (Folge 4)           | rausgewählt (Folge 4)           | rausgewählt (Folge 4)           | rausgewählt (Folge 4)           | rausgewählt (Folge 4)           |
| Evil Jared | nicht in der Sala     | Tim                   | Leon                            | Jenefer                         | rausgewählt (Folge 4)           | rausgewählt (Folge 4)           | rausgewählt (Folge 4)           | rausgewählt (Folge 4)           | rausgewählt (Folge 4)           | rausgewählt (Folge 4)           |
| Frédéric | Paul                  | geschützt             | Claudia                         | rausgewählt (Folge 3)           | rausgewählt (Folge 3)           | rausgewählt (Folge 3)           | rausgewählt (Folge 3)           | rausgewählt (Folge 3)           | rausgewählt (Folge 3)           | rausgewählt (Folge 3)           |
| Gina-Lisa | Paul                  | keine Nominierung     | freiwilliger Ausstieg (Folge 3) | freiwilliger Ausstieg (Folge 3) | freiwilliger Ausstieg (Folge 3) | freiwilliger Ausstieg (Folge 3) | freiwilliger Ausstieg (Folge 3) | freiwilliger Ausstieg (Folge 3) | freiwilliger Ausstieg (Folge 3) | freiwilliger Ausstieg (Folge 3) |
| Tim | keine Nominierung     | rausgewählt (Folge 2) | rausgewählt (Folge 2)           | rausgewählt (Folge 2)           | rausgewählt (Folge 2)           | rausgewählt (Folge 2)           | rausgewählt (Folge 2)           | rausgewählt (Folge 2)           | rausgewählt (Folge 2)           | rausgewählt (Folge 2)           |
| Paul | rausgewählt (Folge 1) | rausgewählt (Folge 1) | rausgewählt (Folge 1)           | rausgewählt (Folge 1)           | rausgewählt (Folge 1)           | rausgewählt (Folge 1)           | rausgewählt (Folge 1)           | rausgewählt (Folge 1)           | rausgewählt (Folge 1)           | rausgewählt (Folge 1)           |
| Farblegende: durch gewonnenes Safety-Spiel bei der Nominierung geschützt Nominierungsstimmen der Nachrücker durch Gruppe bzw. Gewinner weiterRauswahl durch Gruppe, Rückkehr bei der nächsten Folge |                       |                       |                                 |                                 |                                 |                                 |                                 |                                 |                                 |                                 |

## Staffel 3
Eine dritte Staffel wurde im Januar 2022 produziert. Vom 13. April 2022 bis zum 15. Juni 2022 wurde die dritte Staffel ausgestrahlt.

### Teilnehmer
| Platz | Name                              | bekannt als | Einzug   | Auszug   | eliminiert durch                     |
| Platz | Name                              | bekannt als | in Folge | in Folge | eliminiert durch                     |
| ----- | --------------------------------- | --- | -------- | -------- | ------------------------------------ |
| 1     | Elena Miras                       | Gewinnerin von Love Island (2017) und Das Sommerhaus der Stars (2019), Teilnehmerin bei Ich bin ein Star – Holt mich hier raus (2020) und Promis unter Palmen (2021) | 1        | 10       | 7 von 16 Gewinnerstimmen             |
| 2     | Yasin Mohamed                     | Teilnehmer bei Temptation Island (2021) und Germany Shore (2022) | 1        | 10       | 6 von 16 Gewinnerstimmen             |
| 3     | Schäfer Heinrich                  | Schlagersänger, Teilnehmer bei Bauer sucht Frau (2008) | 1        | 10       | 3 von 16 Gewinnerstimmen             |
| 4     | Malkiel Rouven Dietrich           | Astrologe, Teilnehmer bei 101 Wege aus der härtesten Show der Welt (2010)                                                                                            | 6        | 10       | 0 von 16 Gewinnerstimmen             |
| 5     | Ronald Schill                     | Richter, Politiker, Teilnehmer bei Promi Big Brother (2014), Adam sucht Eva (2016) und Promis unter Palmen (2020)                                                    | 1        | 10       | Spielergebnis                        |
| 5     | Yeliz Koç                         | Teilnehmerin bei Der Bachelor (2018), Bachelor in Paradise (2018) und Das Sommerhaus der Stars (2019)                                                                | 6        | 10       | Spielergebnis                        |
| 7     | Paco Herb                         | Gewinner von Love Island (2021) | 5        | 10       | Spielergebnis                        |
| 7     | Sissi Hofbauer                    | Teilnehmerin bei Das Sommerhaus der Stars (2021) | 2 7      | 5 10     | Paco, Larissa & Martin Spielergebnis |
| 9     | Iris Klein                        | Mutter von Daniela Katzenberger, Teilnehmerin bei Ich bin ein Star – Holt mich hier raus (2013) und Das Sommerhaus der Stars (2020)                                  | 1 6      | 9        | 6 von 9 Stimmen                      |
| 10    | Larissa Neumann                   | Teilnehmerin bei Germany’s Next Topmodel (2020) | 5        | 8        | 7 von 22 Stimmen                     |
| 11    | Martin Wernicke                   | Darsteller bei Berlin – Tag & Nacht (seit 2011) | 5        | 8        | 10 von 22 Stimmen                    |
| 12    | Jan Leyk                          | Darsteller bei Berlin – Tag & Nacht (2011–2012), Teilnehmer bei Promi Big Brother (2013)                                                                             | 1 7      | 5 7      | 5 von 9 Stimmen 8 von 12 Stimmen     |
| 13    | Fürst Heinz von Sayn-Wittgenstein | Unternehmer, Teilnehmer bei Goodbye Deutschland! Die Auswanderer und Promi Big Brother (2018)                                                                        | 4        | 7        | verletzungsbedingt ausgeschieden     |
| 14    | Nina Kristin                      | Schauspielerin, Sängerin, Teilnehmerin bei Reality Queens auf Safari (2013) und Promi Big Brother (2015)                                                             | 1        | 6        | 6 von 9 Stimmen                      |
| 15    | Ilona & Suzana Jakic              | Gewinnerinnen von Die Superzwillinge (2021) | 4        | 6        | Yeliz & Malkiel                      |
| 16    | Tessa Bergmeier                   | Teilnehmerin bei Germany's Next Topmodel (2009), Die Alm (2011) und Reality Queens auf Safari (2013)                                                                 | 1        | 4        | 5 von 8 Stimmen                      |
| 17    | Rich Nana                         | Sängerin | 3        | 4        | Ilona, Suzana & Fürst Heinz          |
| 18    | Chethrin Schulze                  | Teilnehmerin bei Curvy Supermodel (2016), Love Island (2017) und Promi Big Brother (2018)                                                                            | 3        | 4        | freiwilliger Auszug                  |
| 19    | Enrico Elia                       | Influencer und Mode-Blogger | 2        | 3        | 6 von 11 Stimmen                     |
| 20    | Mike Cees                         | Teilnehmer bei Temptation Island (2020), Die Bachelorette (2020) und Das Sommerhaus der Stars (2021)                                                                 | 2        | 3        | Chethrin & Rich Nana                 |
| 21    | Mauro Corradino                   | Trödelexperte, Moderator von Der Trödeltrupp (seit 2009) | 1        | 2        | freiwilliger Auszug                  |
| 22    | Sharon Trovato                    | Darstellerin bei Die Trovatos – Detektive decken auf (2011–2017) | 1        | 1        | Mauro & Iris                         |

### Verlauf
Folge 1
Nacheinander zogen Elena Miras, Schäfer Heinrich, Nina Kristin, Jan Leyk, Mauro Corradino, Yasin Mohamed, Sharon Trovato, Tessa Bergmeier und Ronald Schill ein. Iris Klein konnte aufgrund einer Corona-Erkrankung nur virtuell an der Folge teilnehmen. Im ersten Safety Spiel Germanys next Flopmodel gewannen Schäfer Heinrich und Jan Leyk. Da nicht beide den Nominierungsschutz bekommen konnten, entschieden sie sich dafür, dass Heinrich den Schutz bekommt. Bei der Stunde der Wahrheit musste Sharon Trovato als erste die Sala verlassen.
Folge 2
Aufgrund eines Streits zwischen Mauro Corradino und Jan Leyk, beschloss Mauro die Sala freiwillig zu verlassen. Die Neuankömmlinge in Folge 2 waren Sissi Hofbauer, Mike Cees und Enrico Elia. Wie auch in den vorherigen Staffeln mussten die Kandidaten an der Wand der Wahrheit einschätzen wie Deutschland sie bewertet. Da es beim Bestrafungsspiel nicht alle geschafft haben, einen Stuhl zusammen zubauen, bekamen alle eine Strafe, indem sie eine Sanduhr 8 Stunden lang am Laufen halten mussten, ohne das diese leer geht. Das schafften sie. Beim Safety Spiel Tintenfischspiel gewann Elena Miras und war somit vor der Nominierung geschützt. Bei der Stunde der Wahrheit musste niemand die Sala verlassen, aufgrund des freiwilligen Auszugs von Mauro.
Folge 3
Als Erstes kamen die beiden Neuankömmlinge Chethrin Schulze und Rich Nana an. Beim Bestrafungsspiel Trash oder Hochkultur mussten die Stars Zitate von verschiedenen Personen der richtigen Kategorie zuordnen. Da sie nicht alles richtig zugeordnet haben, wurden 5 Betten aus der Sala geholt und nach draußen gestellt. Bei der Wand der Wahrheit mussten die Stars zuordnen, wer am meisten Sexappeal hat. Auf den Plätzen 1 und 2 standen Elena und Chethrin. Da dies auch richtig zugeordnet wurde, gewannen die beiden eine Nacht im Tiny House. Beim Safety Spiel Das schwere Quiz gewann niemand, da die Verblieben beschlossen haben, gleichzeitig aufzugeben. Bei der Stunde der Wahrheit mussten diesmal 2 Stars die Sala verlassen. Rich Nana und Chethrin Schulze wählten Mike Cees raus und die Gruppe wählte Enrico Elia raus.
Folge 4
Die Neuankömmlinge in Folge 4 waren Fürst Heinz von Sayn-Wittgenstein und die Jakic Twins. Beim Bestrafungsspiel Reality Business mussten die Stars in 3 Spielen gegeneinander antreten. Wenn man ein Spiel gewann, war man safe. Die 2 Schlechtesten, die am Ende des Spiels übrig blieben, mussten um ihren Verbleib in der Sala bangen. Chethrin und Schäfer Heinrich blieben am Ende übrig und waren somit nicht safe. Später bekamen sie die Info, ein Wahlprogramm zu erstellen und damit bei den anderen zu werben um in der Sala zu bleiben. Da Chethrin das nicht wollte, entschied sie sich, die Sala freiwillig zu verlassen. Beim Safety-Spiel 1, 2 oder Schleim mussten die Stars verschiedene Fragen beantworten, indem sie auf das Feld 1, 2 oder 3 gingen. Elena, Sissi und Jan waren die Sieger, doch nur einer konnte den Nominierungsschutz bekommen. Ronald durfte entscheiden und entschied sich für Elena. Bei der Stunde der Wahrheit mussten wieder 2 Stars gehen. Heinz und die Jakic Twins entschieden sich für Rich Nana und die Gruppe für Tessa Bergmeier.
Folge 5
Paco Herb, Larissa Neumann und Martin Wernicke zogen als die Neuankömmlinge in die Sala ein. Beim Bestrafungsspiel Einen an der Klatsche mussten die Stars sich zu verschiedenen Fragen ranken, wie z. B. wer die höchste Gage hat. 3 Mal hatten sie alles komplett richtig, aber deswegen durften alle zusammen nur 3 Kilo ihrer persönlichen Sachen in der Sala behalten. An der Wand der Wahrheit musste dieses Mal eingeschätzt werden, wer am meisten etwas für Geld machen würde. Ronald war auf Platz 1 und da das auch stimmte, wurden ihm im Tiny House 3000 Euro gegeben. Ronald durfte entscheiden, ob er das Geld für sich nimmt oder ob er es denn anderen Kandidaten schenkt. Er entschied, dass er es den anderen Kandidaten schenkt. Beim Safety-Spiel Out on the Beach musste man mit einem Eimer die Kisten der anderen Kandidaten mit Sand füllen. Wenn die Kiste voll mit Sand war, hatte man verloren und war nicht safe. Am Ende blieb Nina Kristin übrig und sie war somit safe. Bei der Stunde der Wahrheit wählte die Gruppe Jan Leyk raus und die Neuankömmlinge Larissa und Martin wählten Sissi Hofbauer raus. Paco hielt sich bei der Entscheidung raus.
Folge 6
Malkiel Rouven Dietrich und Yeliz Koc waren die Neuankömmlinge in der Sala. Beim Bestrafungsspiel mussten die Stars Begriffe umschreiben und durften dabei bestimmte Griffe nicht nennen. Da sie fast alles richtig beschrieben hatten, bekamen alle als Strafe einen Party-Marathon. Die Promis mussten gemeinsam im Tiny House tanzen, so lange bis alle tanzten und dabei lief nur ein Song: der Titelsong der Show Fame Game. Bei der Wand der Wahrheit mussten die Stars dieses Mal einschätzen, mit wem man sich gerne in der Öffentlichkeit blicken lässt und mit wem nicht. Beim Safety-Spiel The Loyal Family mussten die Promis in 3 verschiedenen Spielen zu Teams zusammen gehen. Elena hatte am Ende von allen am meisten Punkte und hatte somit Nominierungsschutz. Die Neuankömmlinge Malkiel und Yeliz hatten die Macht und wählten die Zwillinge raus. Die Gruppe wählte Nina Kristin raus. Am Ende der Stunde der Wahrheit kam als Überraschung Iris Klein nach, die wegen einer Coronainfektion in Quarantäne war.
Folge 7
Zu Beginn kamen alle Kandidaten inklusive Nachrückerin Iris von der Stunde der Wahrheit zurück. Beim Bestrafungsspiel erschienen die bereits ausgeschiedenen Kandidaten wieder und zwei von ihnen hatten die Chance, sich zurück in die Sala zu kämpfen. Am Ende gewannen Jan und Sissi und kamen somit zurück in die Sala. Beim Safety-Spiel Schmutzwäsche waschen waren die Stars in Zweier-Teams zusammen und mussten mit ihrem Körper eine Plexiglasscheibe mit Schaum frei rubbeln, um dort ein Bild einer Person zu sehen. Wenn sie diese Person erkannten, mussten sie den Namen der Person Buchstabe für Buchstabe an einer Wäscheleine aufhängen. Larissa und Yasin gewannen und hatten Nominierungsschutz. Bei der Stunde der Wahrheit verkündete Cathy Hummels, dass Heinz aus gesundheitlichen Gründen die Show verlassen musste. Diesmal wurde von der Gruppe Jan Leyk rausgewählt.
Folge 8
Am Anfang musste wieder an der Wand der Wahrheit geschätzt werden, diesmal, welchen Kandidaten der Sieg am wenigsten gegönnt wird. Die Stars setzten Elena auf den letzten Platz. Da das auch richtig war, wurde Elena ins Tiny House eingeladen. Dort bekam sie ein Ultimatum. Entweder sie schredert 3 Briefe von Zuhause der anderen Kandidaten und bekommt dafür ihren eigenen. Oder sie schredert 5 Briefe und bekommt dafür noch 3000 Euro dazu. Die letzte Option wäre noch, dass sie alle Briefe schredert und bekommt dafür noch Nominierungsschutz. Sie entschied sich für die 2. Option. Beim Bestrafungsspiel Wetten Was...?! schafften die Stars 3 von 5 Aufgaben richtig zu machen. Die Strafe war, dass sie 1 Stunde lang Englisch reden mussten. Beim Safety-Spiel mussten die Kandidaten Sätze von anderen Leuten aus der Sala der richtigen Person zuordnen. Die meisten richtig zugeordneten Sätze hatte Sissi und war somit safe. Bei der Stunde der Wahrheit wurden diesmal Martin und Larissa rausgewählt.
Folge 9
Das Bestrafungsspiel im Halbfinale trug den Namen Fernsehkarussell. Hier mussten die Stars erraten, um welchen Realitystars es sich bei den Fragen handelt. Die Bestrafung war, dass die gesamte Sala geräumt wurde. Dass sie nicht alles verlieren, hatten alle 5 Minuten Zeit, ihr Hab und Gut zurückzuholen. An der Wand der Wahrheit musste geraten werden, wer der größte Stratege ist. Alle Stars mussten dann ins Tiny House und ihren größten Konkurrenten nominieren. Das Safety-Spiel konnte Elena für sich entscheiden und hatte somit Nominierungsschutz. Bei der letzten Stunde der Wahrheit vor dem Finale wurde Iris Klein von der Gruppe rausgewählt.
Folge 10 (Finale)
Das erste Finalspiel hieß Fit im Schnitt. Hier mussten die Finalisten ein Lösungswort herausfinden. Die 2 langsamsten Finalisten mussten die Sala verlassen, das waren Sissi und Paco. Der Starblitz brachte die Nachricht, dass im Tiny House 2 Geschenke liegen. In einem davon ist ein Finalticket. Malkiel packte das rote Geschenk aus und zog das Finalticket, somit war er sicher im Finale. Das zweite Finalspiel trug den Namen The Final Ticket. Hier mussten die Finalisten Fragen richtig beantworten und dann hatten sie die Chance einen Luftballon zu zerstechen, in dem ein Finalticket sein könnte. Elena, Yasin und Heinrich konnten sich ein Finalticket sichern, Ronald und Yeliz schafften es nicht und waren raus. Bei der finalen Stunde der Wahrheit kamen alle ausgeschiedenen Kandidaten nochmal, um den Sieger zu wählen. Die meisten Münzen hatte Elena bekommen und wurde somit zum Realitystar 2022 gekürt und gewann 50.000 Euro.

### Nominierung
| | Folge 1               | Folge 2                         | Folge 3                         | Folge 4                         | Folge 5                         | Folge 6                         | Folge 7                         | Folge 8                         | Folge 9                         | Folge 10                        |
| --- | --------------------- | ------------------------------- | ------------------------------- | ------------------------------- | ------------------------------- | ------------------------------- | ------------------------------- | ------------------------------- | ------------------------------- | ------------------------------- |
| Elena | keine Nominierung     | geschützt                       | Tessa                           | Tessa                           | Fürst Heinz                     | Fürst Heinz                     | Martin                          | Martin Larissa                  | Malkiel                         | Realitystar 2022                |
| Yasin | keine Nominierung     | keine Nominierung               | Enrico                          | Tessa                           | Jan                             | Nina Kristin                    | Jan                             | Martin Larissa                  | Paco                            | 2. Platz                        |
| Schäfer Heinrich | geschützt             | keine Nominierung               | Enrico                          | Tessa                           | Jan                             | Nina Kristin                    | Martin                          | Martin Malkiel                  | Iris                            | 3. Platz                        |
| Malkiel | nicht in der Sala     | nicht in der Sala               | nicht in der Sala               | nicht in der Sala               | nicht in der Sala               | Ilona und Suzana                | Jan                             | Martin Larissa                  | Iris                            | 4. Platz                        |
| Yeliz | nicht in der Sala     | nicht in der Sala               | nicht in der Sala               | nicht in der Sala               | nicht in der Sala               | Ilona und Suzana                | Jan                             | Martin Larissa                  | Iris                            | Spielergebnis                   |
| Ronald | keine Nominierung     | keine Nominierung               | Enrico                          | Jan                             | Jan                             | Fürst Heinz                     | Jan                             | Martin Larissa                  | Iris                            | Spielergebnis                   |
| Paco | nicht in der Sala     | nicht in der Sala               | nicht in der Sala               | nicht in der Sala               | Sissi                           | Nina Kristin                    | Jan                             | Martin Larissa                  | Iris                            | Spielergebnis                   |
| Sissi | nicht in der Sala     | Tessa                           | Enrico                          | Tessa                           | Fürst Heinz                     | rausgewählt (Folge 5)           | Martin                          | Martin Iris                     | Iris                            | Spielergebnis                   |
| Iris | Sharon                | nicht in der Sala               | nicht in der Sala               | nicht in der Sala               | nicht in der Sala               | keine Nominierung               | Jan                             | Martin Larissa                  | Schäfer Heinrich                | rausgewählt (Folge 9)           |
| Larissa | nicht in der Sala     | nicht in der Sala               | nicht in der Sala               | nicht in der Sala               | Sissi                           | Nina Kristin                    | Jan                             | Martin Iris                     | rausgewählt (Folge 8)           | rausgewählt (Folge 8)           |
| Martin | nicht in der Sala     | nicht in der Sala               | nicht in der Sala               | nicht in der Sala               | Sissi                           | Nina Kristin                    | Jan                             | Malkiel Yasin                   | rausgewählt (Folge 8)           | rausgewählt (Folge 8)           |
| Jan | keine Nominierung     | keine Nominierung               | Nina Kristin                    | Tessa                           | Yasin                           | rausgewählt (Folge 5)           | Ronald                          | rausgewählt (Folge 7)           | rausgewählt (Folge 7)           | rausgewählt (Folge 7)           |
| Fürst Heinz | nicht in der Sala     | nicht in der Sala               | nicht in der Sala               | Rich Nana                       | Jan                             | Nina Kristin                    | ausgeschieden (Folge 7)         | ausgeschieden (Folge 7)         | ausgeschieden (Folge 7)         | ausgeschieden (Folge 7)         |
| Nina Kristin | keine Nominierung     | keine Nominierung               | Enrico                          | Jan                             | Fürst Heinz                     | Yasin                           | rausgewählt (Folge 6)           | rausgewählt (Folge 6)           | rausgewählt (Folge 6)           | rausgewählt (Folge 6)           |
| Ilona und Suzana | nicht in der Sala     | nicht in der Sala               | nicht in der Sala               | Rich Nana                       | Jan                             | rausgewählt (Folge 6)           | rausgewählt (Folge 6)           | rausgewählt (Folge 6)           | rausgewählt (Folge 6)           | rausgewählt (Folge 6)           |
| Tessa | keine Nominierung     | keine Nominierung               | Enrico                          | Jan                             | rausgewählt (Folge 4)           | rausgewählt (Folge 4)           | rausgewählt (Folge 4)           | rausgewählt (Folge 4)           | rausgewählt (Folge 4)           | rausgewählt (Folge 4)           |
| Rich Nana | nicht in der Sala     | nicht in der Sala               | Mike                            | rausgewählt (Folge 4)           | rausgewählt (Folge 4)           | rausgewählt (Folge 4)           | rausgewählt (Folge 4)           | rausgewählt (Folge 4)           | rausgewählt (Folge 4)           | rausgewählt (Folge 4)           |
| Chethrin | nicht in der Sala     | nicht in der Sala               | Mike                            | freiwilliger Auszug (Folge 4)   | freiwilliger Auszug (Folge 4)   | freiwilliger Auszug (Folge 4)   | freiwilliger Auszug (Folge 4)   | freiwilliger Auszug (Folge 4)   | freiwilliger Auszug (Folge 4)   | freiwilliger Auszug (Folge 4)   |
| Enrico | nicht in der Sala     | Tessa                           | Ronald                          | rausgewählt (Folge 3)           | rausgewählt (Folge 3)           | rausgewählt (Folge 3)           | rausgewählt (Folge 3)           | rausgewählt (Folge 3)           | rausgewählt (Folge 3)           | rausgewählt (Folge 3)           |
| Mike | nicht in der Sala     | Tessa                           | rausgewählt (Folge 3)           | rausgewählt (Folge 3)           | rausgewählt (Folge 3)           | rausgewählt (Folge 3)           | rausgewählt (Folge 3)           | rausgewählt (Folge 3)           | rausgewählt (Folge 3)           | rausgewählt (Folge 3)           |
| Mauro | Sharon                | freiwilliger Ausstieg (Folge 2) | freiwilliger Ausstieg (Folge 2) | freiwilliger Ausstieg (Folge 2) | freiwilliger Ausstieg (Folge 2) | freiwilliger Ausstieg (Folge 2) | freiwilliger Ausstieg (Folge 2) | freiwilliger Ausstieg (Folge 2) | freiwilliger Ausstieg (Folge 2) | freiwilliger Ausstieg (Folge 2) |
| Sharon | rausgewählt (Folge 1) | rausgewählt (Folge 1)           | rausgewählt (Folge 1)           | rausgewählt (Folge 1)           | rausgewählt (Folge 1)           | rausgewählt (Folge 1)           | rausgewählt (Folge 1)           | rausgewählt (Folge 1)           | rausgewählt (Folge 1)           | rausgewählt (Folge 1)           |
| Farblegende: durch gewonnenes Safety-Spiel bei der Nominierung geschützt Nominierungsstimmen der Nachrücker durch Gruppe bzw. Gewinner weiterRauswahl durch Gruppe, Rückkehr bei der nächsten Folge Anmerkungen: - Iris Klein konnte in Folge 1 aufgrund einer während ihrer Anreise entdeckten Corona-Infektion nur virtuell mit Hilfe eines iPads als Nachrückerin in die Sala einziehen. Gemeinsam mit dem Nachrücker Mauro Corradino gab sie anschließend in der ersten „Stunde der Wahrheit“ ihre Nominierungsstimme ab. In den darauffolgenden Episoden trat sie als Sala-Bewohnerin nicht mehr in Erscheinung. Erst in Folge 6 zog sie in der Sala ein. |                       |                                 |                                 |                                 |                                 |                                 |                                 |                                 |                                 |                                 |

## Staffel 4
Die Dreharbeiten zur vierten Staffel fanden im Januar 2023 statt. Ausgestrahlt wurde sie vom 12. April 2023 bis zum 14. Juni 2023. Wie in den letzten Staffeln war Cathy Hummels wieder Moderatorin. In jener Staffel wurde nach jeder Folge das Aftershow-Format Die Stunde nach der Stunde der Wahrheit ausgestrahlt.
| Platz | Name                   | bekannt als | Einzug   | Auszug   | eliminiert durch                                                                |
| Platz | Name                   | bekannt als | in Folge | in Folge | eliminiert durch                                                                |
| ----- | ---------------------- | --- | -------- | -------- | ------------------------------------------------------------------------------- |
| 1     | Serkan Yavuz           | Teilnehmer bei Die Bachelorette (2019), Bachelor in Paradise (2019, 2021), Big Brother (2020) und Prominent getrennt (2022)                                                                                    | 1        | 10       | 10 von 20 Gewinnerstimmen                                                       |
| 2     | Sascha Sirtl           | Gewinner von Big Brother (2004) | 5        | 10       | 9 von 20 Gewinnerstimmen                                                        |
| 3     | Eva Benetatou          | Teilnehmerin bei Der Bachelor (2019), Promi Big Brother (2019), Promis unter Palmen (2020) und Das Sommerhaus der Stars (2020)                                                                                 | 2        | 10       | 1 von 20 Gewinnerstimmen                                                        |
| 4     | Lukas Baltruschat      | Teilnehmer bei Die Bachelorette (2022) | 7        | 10       | 9 von 10 Münzen/Punkte beim Finalspiel                                          |
| 5     | Bernd Kieckhäben       | Teilnehmer bei Deutschland sucht den Superstar (2009), Solitary (2009) und Big Brother (2011) | 3        | 10       | 9 von 10 Münzen/Punkte beim Finalspiel                                          |
| 6     | Peggy Jerofke          | Teilnehmerin bei Goodbye Deutschland und Das Sommerhaus der Stars (2021) | 5        | 10       | Drittlangsamste Spielerin im ersten Finalspiel                                  |
| 7     | Matthias Mangiapane    | Darsteller bei Hot oder Schrott – Die Allestester, Teilnehmer bei Das Sommerhaus der Stars (2017), Ich bin ein Star – Holt mich hier raus! (2018), Promis unter Palmen (2020) und Das große Promi-Büßen (2022) | 1        | 10       | Zweitlangsamster Spieler im ersten Finalspiel                                   |
| 8     | Emmy Russ              | Teilnehmerin bei Beauty & The Nerd (2020), Promi Big Brother (2020), Promis unter Palmen (2021) und Temptation Island VIP (2021)                                                                               | 4 07     | 6 10     | Langsamste Spielerin im ersten Finalspiel                                       |
| 9     | Aneta Sablik           | Gewinnerin von Deutschland sucht den Superstar (2014) | 7        | 9        | 5 von 20 Stimmen                                                                |
| 10    | Sarah Knappik          | Teilnehmerin bei Germany’s Next Topmodel (2008), Ich bin ein Star – Holt mich hier raus! (2011), Promi Big Brother (2017) und Like Me – I’m Famous (2020)                                                      | 1        | 9        | 7 von 20 Stimmen0                                                               |
| 11    | Jay Sirtl              | Darsteller bei Köln 50667 | 6        | 8        | 5 von 11 Stimmen                                                                |
| 12    | Percival               | Sänger, Teilnehmer bei The Voice of Germany (2011) und Promi Big Brother (2013) | 4 07     | 5 8      | 4 von 13 Stimmenfreiwilliger Exit durch Abfindung (10.000 € der Gewinnersumme)0 |
| 13    | Jéssica Sulikowski     | Darstellerin bei Schwestern – Volle Dosis Liebe (2018) und Berlin – Tag & Nacht (seit 2019) | 6        | 7        | Aneta & Lukas                                                                   |
| 14    | Nico Patschinski       | Fußballspieler | 5        | 7        | krankheitsbedingt ausgeschieden                                                 |
| 15    | Paul Janke             | Der Bachelor (2012), Teilnehmer bei Let’s Dance (2013) und Promi Big Brother (2014) | 1        | 6        | Jay & Jéssica                                                                   |
| 16    | Daniel Schmidt         | Kneipenwirt im Elbschlosskeller, Darsteller bei Reeperbahn privat! Das tägliche Leben auf dem Kiez | 1        | 6        | Sascha & Matthias (Wand der Wahrheit)                                           |
| 17    | Giulia Siegel          | Model, DJ, Teilnehmerin bei Ich bin ein Star – Holt mich hier raus! (2009) und Das Sommerhaus der Stars (2017), Gewinnerin von Promis unter Palmen (2021)                                                      | 2        | 5        | Peggy, Sascha & Nico                                                            |
| 18    | Manfred „Manni“ Ludolf | Darsteller bei Die Ludolfs, Gewinner von Die Alm (2011), Teilnehmer bei Das Sommerhaus der Stars (2017) | 1        | 4        | 4 von 18 Stimmen                                                                |
| 19    | Tim Sandt              | Ehemann von Annemarie Eilfeld, Teilnehmer bei Das Sommerhaus der Stars (2020) | 3        | 4        | Emmy & Percival                                                                 |
| 20    | Antonia Hemmer         | Teilnehmerin bei Bauer sucht Frau (2020) und CoupleChallenge (2022), Gewinnerin von Das Sommerhaus der Stars (2022)                                                                                            | 1        | 3        | 4 von 11 Stimmen                                                                |
| 21    | Uschi Hopf             | Teilnehmerin bei Hot oder Schrott | 1        | 3        | Bernd & Tim                                                                     |
| 22    | Daisy Dee              | Sängerin, Schauspielerin, Moderatorin bei VIVA | 1        | 2        | Eva & Giulia                                                                    |
| 23    | Ingrid Pavic           | Teilnehmerin bei Big Brother (2011) und Wild Girls – Auf High Heels durch Afrika (2013) | 1        | 1        | Sarah & Daniel                                                                  |

### Verlauf
Folge 1
Nacheinander zogen Serkan Yavuz, Manni Ludolf, Ingrid Pavic, Antonia Hemmer, Paul Janke, Uschi Hopf, Daisy Dee und Matthias Mangiapane in die Sala ein. Am nächsten Tag kamen noch die zwei Neuankömmlinge Daniel Schmidt und Sarah Knappik dazu. Das erste Bestrafungsspiel hieß Reality Zeugnis. Die Stars, die nicht bestanden haben, bekamen eine Bestrafung. Daniel nahm Uschis Strafe auf sich, weshalb sie nicht bestraft wurde. Die Stars mussten in Zweierteams permanent auf Teppichen stehen, bis die Strafe wieder aufgehoben wurde. Bei der Wand der Wahrheit mussten die Stars einschätzen, wer am bekanntesten ist und alles wurde richtig erraten. Das erste Safety-Spiel hieß Die grössten Schleimer. Hier konnten sich Manni und Paul den Sieg holen und waren somit vor der Rauswahl geschützt. Bei der ersten Stunde der Wahrheit wählten Daniel und Sarah als die Neuankömmlinge Ingrid raus.
Folge 2
Als Neuankömmling kam als Erste Eva Benetatou in die Sala. Kurz danach kam der Starblitz und die Stars mussten an der Wand der Wahrheit wieder einschätzen, wie Deutschland über sie denkt. Währenddessen zog Giulia Siegel als zweiter Neuankömmling in das redAKTIONSbüro ein und konnte dort die anderen bei der Wand der Wahrheit beobachten. Danach zog sie dann in die Sala ein. Das Bestrafungsspiel hieß Rosenkrieg. Zwei Teams spielten gegeneinander, Team Bachelor und Team Herausforderer. Team Bachelor bestand aus Paul, Eva, Daisy, Uschi, Serkan und Sarah. Team Herausforderer bestand aus Giulia, Matthias, Antonia, Daniel und Manni. Team Herausforderer gewann und deswegen wurde Team Bachelor bestraft. Das Safety-Spiel hieß Karriereleiter. Gewonnen haben Daniel, Serkan und Sarah. Da sie aber die Aufgabe nicht vollständig gemacht haben, konnte sich nur einer vor der Rauswahl safen und das war Sarah. Bei der Stunde der Wahrheit wählten Giulia und Eva Daisy raus.
Folge 3
Bernd Kieckhäben und Tim Sandt kamen als Neuankömmlinge in die Sala. Beim Bestrafungsspiel Ein blindes Huhn trinkt auch mal Korn mussten Sprichwörter richtig vervollständigt werden. Nur Matthias und Giulia konnten alles richtig beantworten. Als Bestrafung wurde der Schlafbereich abgesperrt. Durch die zwei gewonnenen Runden konnten sie sich insgesamt 10 Sekunden erspielen, in denen Sachen aus dem abgesperrten Bereich gerettet werden durften. Danach kam ein Umschlag, in dem entweder ein Safety-Ticket oder ein Rauswurf war. Durch ein Glücksrad wurde der Promi bestimmt, der den Umschlag öffnen musste. Sarah musste ihn öffnen und zog das Safety-Ticket. Beim Safety-Spiel The Not So Fast and The Geht So Furious durfte Sarah die Teams zusammenstellen. Am Ende konnten Giulia und Daniel sich den Sieg sichern und waren somit safe. Bei der Stunde der Wahrheit durfte zum ersten Mal auch die Gruppe einen Star rauswählen. Bernd und Tim wählten Uschi raus und die Gruppe wählte Antonia raus.
Folge 4
Diesmal bereicherten die Neuankömmlinge Emmy Russ und Percival Duke die Sala. Alle Teams, die beim Bestrafungsspiel Reise nach Jerusalalem verlieren, dürfen kein Wasser mehr benutzen und beim Duschen nur begrenzt. Gewonnen hat das Team Eva und Paul und somit durften nur die beiden Wasser benutzen. Emmy und Percival mussten als Neuankömmlinge am Tag vor der Stunde der Wahrheit eine folgenschwere Entscheidung treffen. Einem Star mussten sie Safety geben und einen anderen Star mussten sie rausschmeißen. Emmy und Percival gaben Daniel Safety und Tim wurde von ihnen rausgeschmissen. Bei der Wand der Wahrheit musste diesmal eingeschätzt werden, wer unverdient berühmt ist. Beim Safety-Spiel Gefährliches Halbwissen konnte sich Team Paul und Sarah den Sieg holen. Da aber nur einer safe sein konnte, war nur Paul bei der Stunde der Wahrheit geschützt. Da Emmy und Percival als Neuankömmlinge schon jemanden rausgeschmissen haben, wählte nur die Gruppe zwei Stars raus. Sarah und Manni wurden letztendlich von der Gruppe rausgewählt. Jedoch wurden die beiden am Ende noch ins redAKTIONSbüro geholt und bekamen dort die Nachricht, dass sich einer der beiden durch Kürzung der Gage wieder zurück in die Sala bringen kann. Wer den höchsten Betrag nennt, darf wieder in die Sala, der andere muss die Sala verlassen.
Folge 5
Zu Beginn boten Manni und Sarah einen Betrag, den sie von ihrer Gage abgeben würden, um zurück in die Sala zu können. Manni bot 1 Euro und Sarah 8.000 Euro. Somit durfte Sarah zurück in die Sala. Die Neuankömmlinge am Starstrand waren Sascha Sirtl, Peggy Jerofke und Nico Patschinski. Beim Bestrafungsspiel Reality-Knast konnten 8 von 12 Fragen richtig beantwortet werden, deswegen wurden nur Matthias, Emmy, Eva, Giulia und Serkan bestraft. Bei der Wand der Wahrheit musste eingeschätzt werden, von wem die Zuschauer genug gesehen haben. Beim Safety-Spiel Wetten Wer Nicht! konnte sich Daniel den Sieg holen und war somit safe. Bei der Stunde der Wahrheit wählte die Gruppe Percival raus und die Neuankömmlinge wählten Giulia raus.
Folge 6
Jèssica Sulikowski und Jay Sirtl waren die Neuankömmlinge in der Sala. Beim Bestrafungsspiel Show Geschäft wurden die Stars bei falschen Einschätzungen mit Schleim überschüttet. An der Wand der Wahrheit musste diesmal eingeschätzt werden, wer der beste Realitystar ist. Da Matthias und Sascha auf Platz 1 und 2 waren, bekamen sie eine besondere Aufgabe. Einen Star mussten sie nach Hause schicken. Sie entschieden sich für Daniel. Beim Safety-Spiel Wer stiehlt mir den Po? konnte sich Team Serkan und Bernd den Sieg holen und somit waren beide safe. Bei der Stunde der Wahrheit wählte die Gruppe Emmy raus und die Neuankömmlinge wählten Paul raus.
Folge 7
Lukas Baltruschat und Aneta Sablik wurden als letzte Neuankömmlinge an den Starstrand gespült. Die beiden Neuankömmlinge mussten sich in einem Casting die Videos der bereits ausgeschiedenen Kandidaten anschauen und dann vier von ihnen zu einem persönlichen Gespräch einladen. Daniel, Paul, Percival und Emmy wurden eingeladen. Lukas und Aneta mussten dann zwei der vier Kandidaten wieder zurück in die Sala holen und das waren Percival und Emmy. Bei der Wand der Wahrheit musste eingeschätzt werden, wer am selbstverliebtesten ist. Beim Bestrafungsspiel Last Dates Hotel wurde einige Runden falsch beantwortet, deswegen war die Bestrafung, dass immer zwei Stars an einem Sendemast sein mussten. Beim Safety-Spiel Wer Wird Fallen Und Zwar Sehr? konnten sich Sascha und Peggy safen. Bei der Stunde der Wahrheit wählten die Neuankömmlinge Jèss raus. Da Nico aus gesundheitlichen Gründen die Sala verlassen musste, wurde diesmal nur ein Star rausgewählt.
Folge 8
Beim Bestrafungsspiel Abgefüllt mussten die Stars so viel Wasser in ihren Eimer füllen, wie sie konnten. Danach durften sie entschieden, wem sie ihr Wasser in den Eimer schütten. Die Stars, die am Ende am meisten Wasser in ihren Eimern hatten, wurden bestraft. Das waren Lukas, Sarah und Serkan. Im redAKTIONSbüro musste entschieden werden, ob lieber das Geld oder jemandem eine Videobotschaft geschenkt wird. Alle Stars bekamen eine Videobotschaft außer Sascha, da Emmy sich für das Geld entschieden hat. Dann bekamen sie einen Brief, in dem stand, dass im redAKTIONSbüro ein Abfindungsvertrag liegt und wer diesen als Erstes unterschreibt, bekommt 10.000 Euro und muss die Sala sofort verlassen. Die 10.000 Euro wurden von der Siegprämie abgezogen. Percival unterschrieb den Abfindungsvertrag und verließ die Sala. Beim Safety-Spiel Schmutz Wäsche konnten sich Emmy und Lukas safen. Bei der Stunde der Wahrheit wurde Jay rausgewählt.
Folge 9
Im Bestrafungsspiel Skandal! spielten zweit Teams gegeneinander. Team 1 war Emmy, Peggy, Eva, Sascha und Serkan. Team 2 war Matthias, Sarah, Lukas, Aneta und Bernd. Team Emmy gewann das Bestrafungsspiel und somit wurden Matthias, Sarah, Lukas, Aneta und Bernd bestraft. Diese fünf waren sofort für die Stunde der Wahrheit nominiert und mussten ein Stirnband aufsetzen, auf dem NOMINIERT stand. Dann mussten alle Nominierten ins redAKTIONSbüro. Sie hatten die Möglichkeit, ihr Stirnband und somit ihre Nominierung, an jemand anderen zu geben. Die Nominierten konnten auswählen, was alles aus der Sala genommen werden soll und was nicht. Der Nominierte, der die höchste Anzahl nennt, durfte sein Stirnband an einen anderen Star abgeben. Bis auf Bernd und Sarah verzichteten alle auf das Angebot. Sarah hat die Sportecke, ihr Bett und alle Koffer der anderen aus der Sala verbannt. Da Sarah mehr als Bernd geboten hat, durfte sie ihr Stirnband abgeben und sie gab es an Emmy. Beim Safety-Spiel Müll-O-Tonne konnten sich Eva und Emmy den Sieg holen. Emmy konnte ihr Stirnband wieder abgeben und gab es Sarah zurück. Bei der letzten Stunde der Wahrheit vor dem Finale wurden Sarah und Aneta rausgewählt.
Folge 10 (Finale)
Das erste Finalspiel hieß Suchstabensalat. Hier mussten die Finalisten zuerst ein Worträtsel lösen und anschließend in einem Schleimbecken die Buchstaben suchen und das Wort buchstabieren. Die drei langsamsten Stars mussten die Sala verlassen. Serkan, Eva, Lukas, Sascha und Bernd waren die schnellsten Stars und waren somit weiter. Emmy, Matthias und Peggy waren auf die drei langsamsten Stars und mussten somit die Sala verlassen. Auf einer Pressekonferenz, zu der alle bereits ausgeschiedenen Kandidaten wieder zurückkamen, mussten die verbliebenen Stars sich deren Fragen stellen, denn die bereits ausgeschiedenen Kandidaten wählen bei der Stunde der Wahrheit den Sieger. Das zweite Finalspiel hieß Letzte Sendungsstund hat Gold im Mund. Hier mussten die Finalisten so viele Goldmünzen, wie möglich in der Sala finden. Wer zehn Goldmünzen gefunden hat, war weiter. Serkan, Eva und Sascha konnten zehn Goldmünzen finden und waren somit weiter. Bernd und Lukas mussten somit die Sala verlassen. Bei der finalen Stunde der Wahrheit wurde Serkan zum Realitystar 2023 gewählt und gewann somit 40.000 Euro.

## Staffel 5
Staffel 5 wurde ab dem 10. April 2024 ausgestrahlt. Jedoch entfiel zu dieser Staffel das Aftershow-Format Die Stunde nach der Stunde der Wahrheit.
| Platz | Name                           | bekannt als | Einzug   | Auszug   | eliminiert durch                                 |
| Platz | Name                           | bekannt als | in Folge | in Folge | eliminiert durch                                 |
| ----- | ------------------------------ | --- | -------- | -------- | ------------------------------------------------ |
| 1     | Calvin Kleinen                 | Rapper, Teilnehmer bei Temptation Island (2020), Promis unter Palmen (2021), Are You the One? (2022) und Das große Promi-Büßen (2022), Gewinner von CoupleChallenge (2022)                                                                                   | 1        | 10       | 16 Münzen erhalten                               |
| 2     | Cecilia Asoro                  | Teilnehmerin bei Der Bachelor (2019), Are You the One? (2022), Prominent getrennt (2022), Ich bin ein Star – Holt mich hier raus! (2023), Bachelor in Paradise (2023), Reality Backpackers (2024) und The 50 (2024), Gewinnerin von Beauty & The Nerd (2021) | 1        | 10       | 15 Münzen erhalten                               |
| 3     | Lilo von Kiesenwetter          | Hellseherin, Teilnehmerin bei Promi Big Brother (2019) | 4        | 10       | 10 Münzen erhalten                               |
| 4     | Christoph Oberheide            | Darsteller bei Köln 50667 (seit 2013) | 7        | 10       | zweitwenigste Punkte bekommen                    |
| 5     | Noah Cremer                    | Webvideoproduzent bei TikTok | 1 7      | 1 10     | Calvin & Cecilia / keine Punkte bekommen         |
| 6     | Nina Anhan                     | Ehefrau von Haftbefehl | 7        | 10       | letzte beim Halbfinalspiel                       |
| 6     | Isi Glück                      | Partysängerin, Teilnehmerin bei CoupleChallenge (2021) | 3 7      | 6 10     | Chris & Heike + Heidi letzte beim Halbfinalspiel |
| 8     | Chris Manazidis                | Webvideoproduzent auf YouTube (Bullshit TV), Teilnehmer bei Promi Big Brother (2019) | 6        | 10       | Spielergebnis                                    |
| 9     | Kevin Schäfer                  | Teilnehmer bei Prince Charming (2021), Charming Boys und Good Luck Guys (2023) | 1        | 9        | 7 von 20 Stimmen                                 |
| 10    | Heike Guderian & Heidi Kapuste | Teilnehmerinnen bei Die Superzwillinge (2021) | 6        | 9        | 8 von 20 Stimmen                                 |
| 11    | Aleks Petrovic                 | Teilnehmer bei Love Island (2019), Are You the One? (2020), Ex on the Beach (2020), CoupleChallenge (2020), Temptation Island VIP (2022) und Das Sommerhaus der Stars (2023)                                                                                 | 2        | 8        | 8 von 11 Stimmen                                 |
| 12    | Theresia Fischer               | Teilnehmerin bei Germany’s Next Topmodel (2019), Promi Big Brother (2019), Club der guten Laune (2022) und The 50 (2024) | 1 7      | 3 7      | Silva & Isi Nina und Christoph                   |
| 13    | Maurice Dziwak                 | Teilnehmer bei Love Island (2021), Are You the One? (2022) und Das Sommerhaus der Stars (2023) | 1        | 7        | 6 von 11 Stimmen                                 |
| 14    | Colleen Schneider              | Teilnehmerin bei The Mole (2020), Der Bachelor (2023) und Bachelor in Paradise (2023) | 5        | 6        | 6 von 8 Stimmen                                  |
| 15    | Elsa Latifaj                   | Teilnehmerin bei Germany’s Next Topmodel (2023) und Forsthaus Rampensau Germany (2023) | 1        | 6        | Rauswurf aufgrund körperlicher Gewalt            |
| 15    | Gisele Oppermann               | Teilnehmerin bei Germany’s Next Topmodel (2008), Ich bin ein Star – Holt mich hier raus! (2019), Adam sucht Eva (2021), Das große Promi-Büßen (2022) und The 50 (2024)                                                                                       | 5        | 6        | Rauswurf aufgrund körperlicher Gewalt            |
| 17    | Tanja Tischewitsch             | Teilnehmerin bei Deutschland sucht den Superstar (2014), Ich bin ein Star – Holt mich hier raus! (2015), Promi Big Brother (2022) und The 50 (2024) | 1        | 5        | Gisele & Colleen                                 |
| 18    | Annemie Herren                 | Schwester von Willi Herren, Darstellerin bei THE REAL LIFE – #nofilter | 4        | 5        | gesundheitliche Gründe                           |
| 19    | Silva Gonzalez                 | Sänger, Mitglied der Hot Banditoz, Teilnehmer bei Ich bin ein Star – Holt mich hier raus! (2013) und Prominent getrennt (2023) | 3        | 4        | 5 von 9 Stimmen                                  |
| 20    | Jenny Elvers                   | Schauspielerin, Gewinnerin von Promi Big Brother (2013), Teilnehmerin bei Ich bin ein Star – Holt mich hier raus! (2016), Club der guten Laune (2022), Prominent getrennt (2022) und The 50 (2024)                                                           | 2        | 4        | Lilo & Annemie                                   |
| 21    | Keno Veith                     | Blogger | 1        | 4        | Isi, Maurice und Calvin (Wand der Wahrheit)      |
| 22    | Benjamin Tewaag                | Sohn von Uschi Glas, Filmproduzent, Gewinner von Promi Big Brother (2016) | 1        | 3        | 4 von 11 Stimmen                                 |
| 23    | Valencia Stöhr                 | Teilnehmerin bei Big Brother (2011), Exfrau von Florian Wess | 1        | 2        | Jenny & Aleks                                    |

## Staffel 6
Am 10. Januar 2025 wurde offiziell bekanntgegeben, dass Arabella Kiesbauer die Moderation übernehmen wird. Ebenfalls wurde am selben Tag Hati Suarez als Kandidatin bekanntgegeben. Am 11. April 2025 wurden alle restlichen Teilnehmer bekanntgegeben. Die erste Folge der Staffel des Quotentiefs flimmerte am 7. Mai 2025 erstmalig über die Bildschirme und die Krönung von Tara Tabitha und somit der Staffelschluss, am 9. Juli 2025.
| Platz | Name                | bekannt als | Einzug   | Auszug   | eliminiert durch                                      |
| Platz | Name                | bekannt als | in Folge | in Folge | eliminiert durch                                      |
| ----- | ------------------- | --- | -------- | -------- | ----------------------------------------------------- |
| 1     | Tara Tabitha        | Teilnehmerin bei Saturday Night Fever (2010–2013), Ex on the Beach (2021), Ich bin ein Star – Holt mich hier raus! (2022), Forsthaus Rampensau (2022), Are You the One? (2024), The 50 (2025) und Match my Ex! (2025), Gewinnerin von Reality Backpackers (2024) | 5        | 10       | 8 von 14 Münzen                                       |
| 2     | Jona Steinig        | Model, Teilnehmer bei Die Bachelorette (2021), Germany Shore (2022, 2024), Swipe, Match, Love (2022), Forsthaus Rampensau Germany (2024) und Germany’s Next Topmodel (2025)                                                                                      | 5        | 10       | 4 von 14 Münzen                                       |
| 3     | Laura Lettgen       | Teilnehmerin bei Love Island (2019), Are You the One? (2021, 2024), CoupleChallenge (2022) und The 50 (2025) | 6        | 10       | 2 von 14 Münzen                                       |
| 4     | Martin Angelo       | Teilnehmer bei Prince Charming (2019), CoupleChallenge (2020) und Charming Boys (2023) | 4        | 10       | Jona (Das Unglücksrad)                                |
| 5     | Dennis Lodi         | Teilnehmer bei Make Love, Fake Love (2024) und The 50 (2025) | 1        | 10       | Das Unglücksrad                                       |
| 7     | Pinar Sevim         | ehemalige Darstellerin in Mimi & Pinars Welt (taff-Reihe ab 2008) | 3        | 10       | Dennis (Show-Geschäft)                                |
| 7     | Frank Fussbroich    | ehemaliger Darsteller in Die Fussbroichs, Teilnehmer bei Das Sommerhaus der Stars (2018) und Ich bin ein Star – Die große Dschungelshow (2021) | 6        | 10       | Dennis (Show-Geschäft)                                |
| 8     | Giuliana Farfalla   | Model, Podcasterin, Teilnehmerin bei Germany’s Next Topmodel (2017), Ich bin ein Star – Holt mich hier raus! (2018) und Adam sucht Eva (2021), Darstellerin in Dubai Diaries (2022)                                                                              | 1        | 10       | Laura                                                 |
| 9     | Jens Hilbert        | Unternehmer, Buchautor, Teilnehmer bei Catwalk 30+ (2014), Secret Millionaire (2015), Dancing on Ice (2019) und Prominent und obdachlos (2020), Gewinner von Promi Big Brother (2017)                                                                            | 1        | 9        | 6 von 9 Stimmen                                       |
| 10    | Bela Klentze        | Schauspieler, Teilnehmer bei Let’s Dance (2018) und Forsthaus Rampensau Germany (2024) | 6        | 9        | 7 von 14 Stimmen                                      |
| 11    | Stephen Dürr        | Schauspieler, Teilnehmer bei Promi Big Brother (2016) und Das Sommerhaus der Stars (2022) | 1        | 8        | 7 von 11 Stimmen                                      |
| 12    | Can Kaplan          | Exfreund von Walentina Doronina, Teilnehmer bei Das Sommerhaus der Stars (2023), Gewinner von Fame Fighting (2023) | 27       | 68       | 4 von 10 Stimmen 0Frank (Show-Geschäft)               |
| 13    | Anouschka Renzi     | Schauspielerin, Teilnehmerin bei Ich bin ein Star – Holt mich hier raus! (2022) | 1 7      | 5 7      | Wand der Wahrheit (Dennis & Stephen) 7 von 13 Stimmen |
| 14    | Anita Latifi        | Sängerin, Teilnehmerin bei Deutschland sucht den Superstar (2014) und Das große Promi-Büßen (2024) | 2        | 6        | Auszug aus gesundheitlichen Gründen                   |
| 15    | Martin Semmelrogge  | Schauspieler, Synchronsprecher, Teilnehmer bei Promi Big Brother (2013), Das Sommerhaus der Stars (2017) und Club der guten Laune (2022) | 1        | 5        | Tara & Jona                                           |
| 16    | Shawne Fielding     | ehemaliges US-amerikanisches Model und Schauspielerin, Teilnehmerin bei Das Sommerhaus der Stars (2018) | 4        | 5        | Auszug aus gesundheitlichen Gründen                   |
| 17    | Christin Okpara     | Teilnehmerin bei Are You the One? (2021), CoupleChallenge (2021), Das große Promi-Büßen (2023), Beauty & The Nerd (2024) und The 50 (2025) | 3        | 4        | 4 von 10 Stimmen                                      |
| 18    | Hati Suarez         | Darstellerin in Köln 50667 (2020–2021), Teilnehmerin bei Germany Shore (2022, 2023) und Fame Fighting (2024) | 1        | 4        | Martin & Shawne                                       |
| 19    | Daymian Jasper Weiß | Darsteller in Willkommen bei Familie Weiss, Teilnehmer bei Germany Shore (2024) | 1        | 3        | Pinar & Christin                                      |
| 20    | Linda Nobat         | Teilnehmerin bei Der Bachelor (2021), Ich bin ein Star – Holt mich hier raus! (2022), Skate Fever (2022), Beauty & The Nerd (2024) und Dirty Words (2024) | 1        | 3        | freiwilliger Auszug                                   |
| 21    | Annina Semmelhaack  | ehemalige Moderatorin, Pornodarstellerin, Partyschlagersängerin und Politikerin, Teilnehmerin bei Big Brother (2009) | 1        | 2        | Can & Anita                                           |
| 22    | Ailton              | ehemaliger Fußballspieler, Teilnehmer bei Ich bin ein Star – Holt mich hier raus! (2012) und Let’s Dance (2020) | 1        | 2        | Giuliana & Stephen                                    |

## Rezeption

### Einschaltquoten
| Folge | Datum             | Zuschauer | Zuschauer       | Marktanteil | Marktanteil     | Quelle |
| Folge | Datum             | Gesamt    | 14 bis 49 Jahre | Gesamt      | 14 bis 49 Jahre | Quelle |
| ----- | ----------------- | --------- | --------------- | ----------- | --------------- | ------ |
| 1     | 22. Juli 2020     | 0,90 Mio. | 0,49 Mio.       | 3,6 %       | 7,1 %           | [ 11 ] |
| 2     | 29. Juli 2020     | 0,96 Mio. | 0,54 Mio.       | 4 %         | 8,7 %           | [ 12 ] |
| 3     | 5. August 2020    | 1,03 Mio. | 0,62 Mio.       | –           | 9,9 %           | [ 13 ] |
| 4     | 12. August 2020   | 1,02 Mio. | 0,63 Mio.       | –           | 9,9 %           | [ 14 ] |
| 5     | 19. August 2020   | 0,87 Mio. | –               | 3,4 %       | 7,2 %           | [ 15 ] |
| 6     | 26. August 2020   | 0,87 Mio. | 0,51 Mio.       | –           | 7,1 %           | [ 16 ] |
| 7     | 2. September 2020 | 0,98 Mio. | 0,55 Mio.       | 3,7 %       | 7,4 %           | [ 17 ] |
| 8     | 9. September 2020 | 0,74 Mio. | –               | 5,9 %       | –               | [ 18 ] |

| Folge | Datum              | Zuschauer | Zuschauer       | Marktanteil | Marktanteil     | Quelle |
| Folge | Datum              | Gesamt    | 14 bis 49 Jahre | Gesamt      | 14 bis 49 Jahre | Quelle |
| ----- | ------------------ | --------- | --------------- | ----------- | --------------- | ------ |
| 1     | 14. Juli 2021      | 1,19 Mio. | 0,61 Mio.       | 4,8 %       | 9,6 %           | [ 19 ] |
| 2     | 21. Juli 2021      | 1,10 Mio. | –               | 4,9 %       | 10,7 %          | [ 20 ] |
| 3     | 28. Juli 2021      | 1,19 Mio. | –               | 4,9 %       | –               | [ 21 ] |
| 4     | 4. August 2021     | 1,33 Mio. | 0,64 Mio.       | 5,5 %       | 11,4 %          | [ 22 ] |
| 5     | 11. August 2021    | 1,35 Mio. | 0,77 Mio.       | 4,1 %       | –               | [ 23 ] |
| 6     | 18. August 2021    | 0,84 Mio. | 0,43 Mio.       | 3,5 %       | 7,4 %           | [ 24 ] |
| 7     | 25. August 2021    | 0,75 Mio. | 0,44 Mio.       | 3,1 %       | 7,6 %           | [ 25 ] |
| 8     | 1. September 2021  | 1,03 Mio. | 0,51 Mio.       | 4,1 %       | 8,3 %           | [ 26 ] |
| 9     | 8. September 2021  | 1,01 Mio. | 0,48 Mio.       | 3,9 %       | 7,3 %           | [ 27 ] |
| 10    | 15. September 2021 | 0,97 Mio. | 0,50 Mio.       | 3,8 %       | 7,5 %           | [ 28 ] |

| Folge | Datum          | Zuschauer | Zuschauer       | Marktanteil | Marktanteil     | Quelle |
| Folge | Datum          | Gesamt    | 14 bis 49 Jahre | Gesamt      | 14 bis 49 Jahre | Quelle |
| ----- | -------------- | --------- | --------------- | ----------- | --------------- | ------ |
| 1     | 13. April 2022 | 0,91 Mio. | 0,41 Mio.       | 3,8 %       | 7,3 %           | [ 29 ] |
| 2     | 20. April 2022 | 1,01 Mio. | 0,49 Mio.       | 4,0 %       | 8,1 %           | [ 30 ] |
| 3     | 27. April 2022 | 1,22 Mio. | 0,58 Mio.       | 4,9 %       | 9,7 %           | [ 31 ] |
| 4     | 4. Mai 2022    | 1,08 Mio. | 0,42 Mio.       | –           | 7,2 %           | [ 32 ] |
| 5     | 11. Mai 2022   | 0,87 Mio. | 0,43 Mio        | -           | 8,1 %           | [ 33 ] |
| 6     | 18. Mai 2022   | 0,95 Mio. | 0,45 Mio.       | 3,7 %       | 7,0 %           | [ 34 ] |
| 7     | 25. Mai 2022   | 0,95 Mio. | 0,45 Mio.       | 3,7 %       | 7,0 %           | [ 35 ] |
| 8     | 1. Juni 2022   | 0,97 Mio. | -               | -           | 7,7 %           | [ 36 ] |
| 9     | 8. Juni 2022   | 0,92 Mio. | -               | -           | 6,8 %           | [ 37 ] |
| 10    | 15. Juni 2022  | 0,79 Mio. | 0,32 Mio.       | 3,9 %       | 7,2 %           | [ 38 ] |

| Folge | Datum          | Zuschauer | Zuschauer       | Marktanteil | Marktanteil     | Quelle |
| Folge | Datum          | Gesamt    | 14 bis 49 Jahre | Gesamt      | 14 bis 49 Jahre | Quelle |
| ----- | -------------- | --------- | --------------- | ----------- | --------------- | ------ |
| 1     | 12. April 2023 | 0,95 Mio. | 0,45 Mio.       | 4,0 %       | 8,3 %           | [ 39 ] |
| 2     | 19. April 2023 | 0,83 Mio. | 0,35 Mio.       | 3,6 %       | 6,3 %           | [ 40 ] |
| 3     | 26. April 2023 | 0,92 Mio. | 0,37 Mio.       | 4,0 %       | 8,0 %           | [ 41 ] |
| 4     | 3. Mai 2023    | 0,94 Mio. | –               | –           | 7,2 %           | [ 42 ] |
| 5     | 10. Mai 2023   | 0,97 Mio. | 0,39 Mio.       | 4,4 %       | 7,7 %           | [ 43 ] |
| 6     | 17. Mai 2023   | 0,85 Mio. | 0,35 Mio.       | 3,7 %       | 7,6 %           | [ 44 ] |
| 7     | 24. Mai 2023   | 0,97 Mio. | 0,38 Mio.       | 4,2 %       | 7,5 %           | [ 45 ] |
| 8     | 31. Mai 2023   | 0,85 Mio. | –               | 6,9 %       | –               | [ 46 ] |
| 9     | 7. Juni 2023   | 0,86 Mio. | 0,37 Mio.       | 4,0 %       | 8,8 %           | [ 47 ] |
| 10    | 14. Juni 2023  | 0,82 Mio. | 0,32 Mio.       | 3,9 %       | 7,2 %           | [ 48 ] |

| Folge | Datum          | Zuschauer | Zuschauer       | Marktanteil | Marktanteil     | Quelle |
| Folge | Datum          | Gesamt    | 14 bis 49 Jahre | Gesamt      | 14 bis 49 Jahre | Quelle |
| ----- | -------------- | --------- | --------------- | ----------- | --------------- | ------ |
| 1     | 10. April 2024 | 0,60 Mio. | 0,24 Mio.       | 3,2 %       | 6,4 %           | [ 49 ] |
| 2     | 17. April 2024 | 0,48 Mio. | 0,16 Mio.       | 2,8 %       | 3,6 %           | [ 50 ] |
| 3     | 24. April 2024 | 0,61 Mio. | 0,28 Mio.       | 2,9 %       | 6,7 %           | [ 51 ] |
| 4     | 1. Mai 2024    | 0,64 Mio. | 0,27 Mio.       | 3,1 %       | 6,0 %           | [ 52 ] |
| 5     | 8. Mai 2024    | 0,58 Mio. | –               | –           | 5,5 %           | [ 53 ] |
| 6     | 15. Mai 2024   | 0,55 Mio. | 0,19 Mio.       | 2,9 %       | 4,8 %           | [ 54 ] |
| 7     | 22. Mai 2024   | 0,67 Mio. | –               | –           | 5,7 %           | [ 55 ] |
| 8     | 29. Mai 2024   | 0,69 Mio. | 0,28 Mio.       | 3,5 %       | 7,1 %           | [ 56 ] |
| 9     | 5. Juni 2024   | 0,73 Mio. | 0,33 Mio.       | 3,4 %       | 7,3 %           | [ 57 ] |
| 10    | 12. Juni 2024  | 0,62 Mio. | 0,27 Mio.       | 2,9 %       | 6,0 %           | [ 58 ] |

| Folge | Datum         | Zuschauer | Zuschauer       | Marktanteil | Marktanteil     | Quelle |
| Folge | Datum         | Gesamt    | 14 bis 49 Jahre | Gesamt      | 14 bis 49 Jahre | Quelle |
| ----- | ------------- | --------- | --------------- | ----------- | --------------- | ------ |
| 1     | 07. Mai 2025  | 0,70 Mio. | 0,25 Mio.       | 4,3 %       | 6,2 %           | [ 59 ] |
| 2     | 14. Mai 2025  | 0,5 Mio.  | –               | –           | 3,6 %           | [ 60 ] |
| 3     | 21. Mai 2025  | 0,55 Mio. | –               | –           | 4,5 %           | [ 61 ] |
| 4     | 28. Mai 2025  | 0,61 Mio. | –               | –           | –               | [ 62 ] |
| 5     | 04. Juni 2025 | –         | 0,14 Mio.       | –           | 3,2 %           | [ 63 ] |
| 6     | 11. Juni 2025 | 0,5 Mio.  | 0,17 Mio.       | –           | 5,1 %           | [ 64 ] |
| 7     | 18. Juni 2025 | 0,58 Mio. | –               | –           | 6,8 %           | [ 65 ] |
| 8     | 25. Juni 2025 | 0,51 Mio. | –               | –           | 5,4 %           | [ 66 ] |
| 9     | 02. Juli 2025 | –         | 0,19 Mio.       | –           | 5,1 %           | [ 67 ] |
| 10    | 09. Juli 2025 | –         | 0,28 Mio.       | –           | 6,1 %           | [ 68 ] |

### Kritik
Bei Quotenmeter.de äußerte sich David Grzeschik 2020 positiv über das Format, lobte unter anderem die „reichhaltige Auslese trash-erprobter ‚Promis‘“ und verglich es mit der Sat.1-Sendung Promis unter Palmen. Zudem überzeugten beim „Kampf der Realitystars“ das einfache Konzept und die Spiele, zu denen die Teilnehmer antreten müssen.

## Auszeichnungen

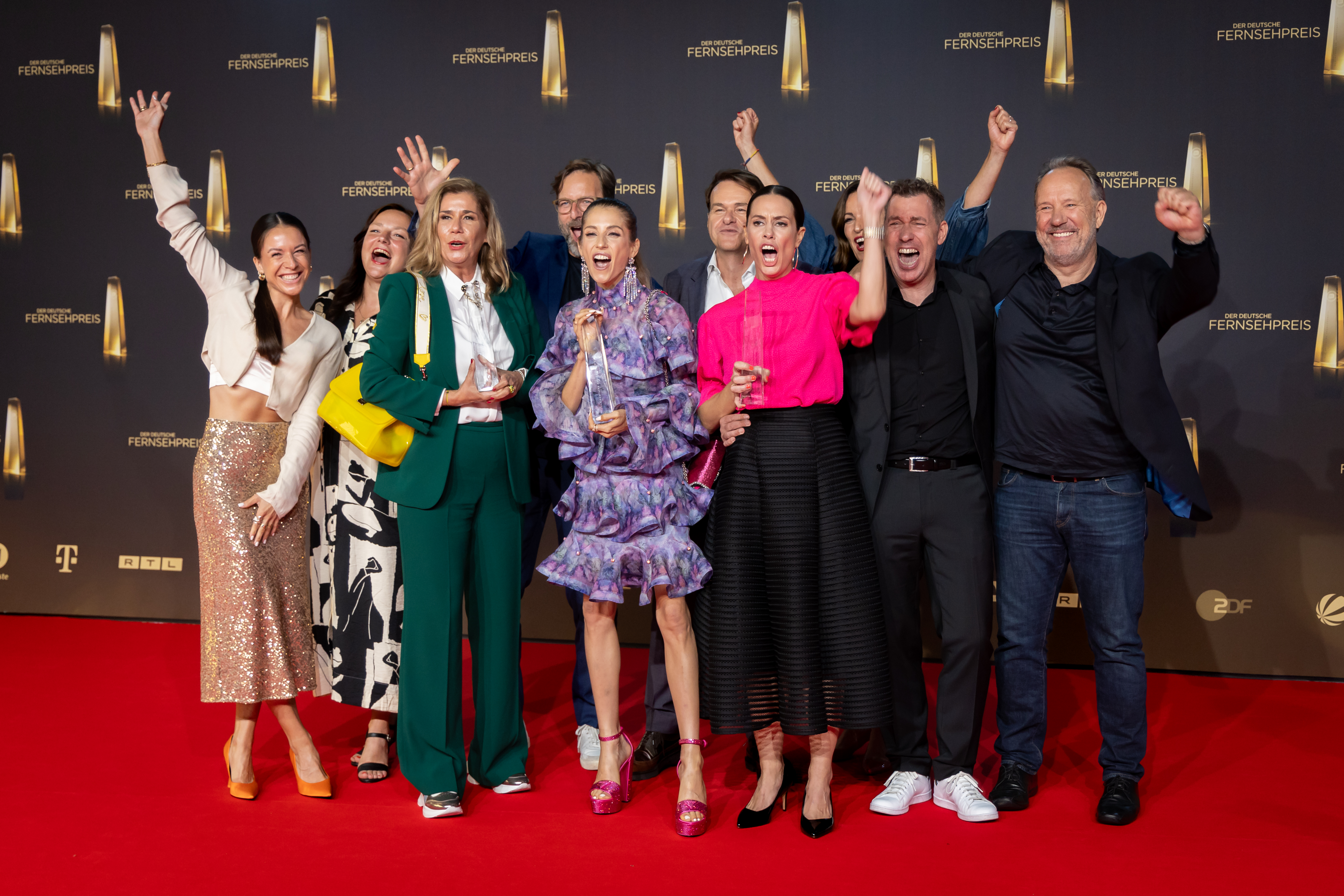
Das Team von Kampf der Realitystars beim Deutschen Fernsehpreis 2022

Im September 2022 wurde das Format mit dem Deutschen Fernsehpreis in der Kategorie Beste Unterhaltung Reality ausgezeichnet.